# Митраизм
Митраи́зм (Мисте́рии Ми́тры) — мистический религиозный культ, распространённый в римской армии в I—IV веках н. э. В Античности культ именовался «митрийскими» или «персидскими мистериями», так как, по сообщению Порфирия, римские почитатели Митры считали свой культ персидским, а основателем его называли Зороастра. Исследования митраизма затруднены отсутствием сохранившихся священных текстов и скудостью письменных источников, основную информацию приходится черпать из памятников культового искусства. Археологами обнаружены около 420 митреумов, более 1000 эпиграфических памятников, связанных с митраизмом, более 700 сцен тавроктонии и 400 прочих предметов культа.
Судя по данным археологии, культ был широко представлен в латиноговорящих западных провинциях Римской империи, на дунайской границе и в самом Риме, количество находок на греческом Востоке единично. По-видимому, культ был строго мужским, в социальном отношении привлекая военных, чиновничество Римской империи и вольноотпущенников. Культ считался тайным, религиозные собрания проводились в митреумах, имевших вид пещеры и никак не декорированных снаружи. Митреумы снабжались ложами для культовой трапезы, украшались рельефами или росписями, а также посвятительными предметами. Судя по размерам митреумов, организации митраистов были невелики по численности, нет свидетельств существования координирующей или высшей религиозной власти, облечённой правом толкования учения — в этом культ отличался от раннего христианства или зороастризма. По имеющимся данным, у митраистов существовала эзотерическая иерархия из семи степеней, относительно универсальности которой ведутся дискуссии. В каждом митреуме имелся посвящённый высшей категории (иногда два); наличие посвящённых более низкой степени, по-видимому, не регулировалось. Главным актом служения была культовая трапеза, а ритуал инициации, согласно Порфирию, сводился к «введению посвящаемого в тайну нисхождения душ и их обратного выхода». Коллегии митраистов (самоназвание их членов — «синдики») были стандартными для античного полиса гражданскими объединениями, владели имуществом, пополняемым из общих взносов, обладали юридическими правами.
В римской терминологии главное божество митраистов именовалось «Deus Sol Invictus Mithras» («Митра бог Непобедимое Солнце»), а в почитании его заметны астральные мотивы. По-видимому, основной миф и доктрина передавались у митраистов изустно, подкрепляясь священными изображениями в митреумах. Наиболее сложные культовые изображения сохранились в митреумах рейнских и дунайских провинций, они замыкаются на изображении тавроктонии — Митры, побеждающего быка. Также присутствуют сцены рождения Митры из скалы: он появляется на свет взрослым, держа в руках факел и меч. Кроме самого Митры, нередки статуи Эона (он же Кронос или Сатурн): его изображают в виде обвитой змеем или двумя змеями обнажённой мужской фигуры с четырьмя крыльями (символы времён года) и двумя ключами, со львиной головой и с молнией посреди груди. У ног львиноголовой фигуры часто помещались молот, клещи, жезл Меркурия, в её руках находился скипетр. В одной из надписей эта фигура называлась Ариманиусом; на Востоке самостоятельной иконографии этого отрицательного божества никогда не существовало. Нет свидетельств о том, что в митреумах приносились жертвы, однако поблизости всегда присутствуют родники; среди священного инвентаря нередки кропильницы. Тертуллиан сообщал, что Митра «обещает очищение от грехов с помощью омовения». Посвятительные ритуалы приурочивались к началу весны, однако конкретное их содержание неизвестно.
К IV веку в силу ряда внутренних причин, а затем и христианизации Римской империи, позиции митраистского культа начали ослабевать. Запрет на строительство в Константинополе любых храмов, кроме христианских, законодательные акты, направленные против магии и астрологии, запрет на поклонение идолам поставили митраизм вне закона. Часть митреумов была разрушена, в Риме на руинах ритуальных центров Митры были возведены церкви Санта-Приска, Санто-Стефано-Ротондо, Сан-Клементе. Культ полностью исчез к началу V века, не оставив после себя исторической памяти.

### Письменные памятники древности
Количество упоминаний о божестве Митре и митраистском культе в дошедших до нас античных текстах на греческом и латинском языках крайне невелико, и все эти упоминания лапидарны и зачастую малопонятны. Во всём корпусе литературы I—IV веков, согласно подсчётам норвежского антиковеда Й. Бьорнебё, Митра и митраизм упоминаются двадцать четыре раза «или около того».
В Александрийском мусейоне ученик Каллимаха Гермипп составил огромное сочинение «О магах» (др.-греч. Περί Μάγων) — сводное изложение всех трудов и комментариев тех философов, которым греческая традиция приписывала персидское влияние; о его содержании можно судить по компендиуму Диогена Лаэртского. В римской литературе намёки на митраистские мистерии усматриваются в «Фиваиде» Стация (1, 719—720: «…как тебя величают в пещере Персея. — Митрою, — гнущим рога, разгневанные на погоню»). Увеличение числа последователей митраизма в среде римского чиновничества и в армии, а также государственный культ Непобедимого Солнца привели к интеллектуальному интересу античного общества к новому учению. Из «Географии» Страбона (XV, 3, 13) известно, что римляне с самого начала считали Митру солнечным божеством. Из упоминаний других авторов известен некий Палладий, посвятивший Митре своё сочинение примерно в середине II века, а живший позднее Эвбул написал «Историю Митры» в нескольких книгах. Эти сочинения, несомненно, были обращены к образованной римской публике и способствовали интересу к учению. Более или менее внятные описания митраистских ритуалов и степеней посвящения появляются в языческих античных текстах III—IV веков, особенно у Цельса, Порфирия («О пещере нимф») и императора Юлиана.
Среди Отцов Церкви важные сведения о митраистском культе приводятся у Иустина Мученика, Оригена и Тертуллиана (в том числе в трактате «О венце воина»). Сообщения о борьбе христиан с язычниками, включая митраистов, оставили Иероним Стридонский, Созомен и Сократ Схоластик, Нонн и Григорий Богослов. Франц Кюмон характеризовал упоминания митраизма у церковных писателей как «случайные».

### Археологические памятники
Памятники митраизма вновь были открыты гуманистами в эпоху Возрождения, когда на месте Капитолийского митреума в 1425 году было откопано изображение тавроктонии, находившееся до 1807 года в коллекции Боргезе. Первое собрание митраистских изображений и их толкований представил итальянский гуманист Чинцио Джиральди, чей аллегорический метод использовал затем Афанасий Кирхер. Печатное воспроизведение так называемого «рельефа Оттавиано Дзено» последовало в Риме в 1564 году в серии Speculum Romanae Magnificentiae. В целом до 1700 года присутствие митраистских памятников в Риме и Италии не осознавалось как самостоятельное явление, трактовки найденных изображений зачастую были случайными или фантастическими. На фигуры с головой льва и их связь с астрологическим венерианским циклом впервые обратил внимание Бернар де Монфокон, опубликовав изображения и описания в многотомном трактате «Древность изъяснённая» (1722) и в «Дополнении» к нему (1724). Большинство его трактовок и предположений оказались ошибочными. Типологию доступных в Риме изображений Митры разработал датский нумизмат и искусствовед Георг Соэга, чью статью «Uber die den Dienst des Mithras betreffenden römischen Kunstdenkmäler» опубликовал в переводе на немецкий язык Фридрих Велькер в 1817 году. Часть своих выкладок Соэга представил на заседании Римской Академии 10 мая 1798 года, текст этого доклада использовался для пояснений в издании «Римских рельефов» (1808). Всего датскому учёному было доступно 52 изображения тавроктонии и 10 леонтоцефалов. Научные раскопки митреумов (именно тогда и появилось в обиходе это название) впервые осуществлялись археологами Германии и Австрии в первой половине XIX века.
В каталоге 1960 года число археологических и эпиграфических памятников митраизма оценивалось в две с половиной тысячи (к тому времени было известно 73 митреума). Спустя шестьдесят лет их число существенно возросло, однако новый корпус надписей ещё не создан. Это объясняется и тем фактом, что в XXI веке митраизм (сам термин появился лишь во второй половине XIX столетия) понимается как часть общеантичной «религиозной экосистемы», в которой первичную роль в религиозной жизни играли ритуальные практики. Отличие форм поклонения Митре от прочих римских проявлений религиозности, по мнению археологов Мэтью Маккарти и Марианы Эгри, является фактом историографии, а не истории. Профессор античной истории Свободного университета Берлина Манфред Клаусс в монографии 1990 года оценивал источниковый корпус митраизма следующим образом: 420 митреумов, разбросанных по территории от Инвереска в Британии до Дура-Эвропос в Сирии (из которых раскопано около 120) и от Майнца, Рима и Остии до Северной Африки; более 1000 эпиграфических памятников, 700 живописных и скульптурных изображений тавроктонии (около половины из которых более или менее в целостном виде) и около 400 других культовых предметов. К 1998 году было открыто несколько малозначительных сельских митреумов в Сирии и Бельгии, давших принципиально новую точку зрения на эту культовую практику.
Среди папирологических находок Отто Рубензона, сделанных в начале XX века в Гермополисе, в 1992 году был выявлен греческий фрагмент IV века, интерпретированный как текст катехизиса для наставления посвящаемого. Присутствие редкого слова «леонтион» (известного только по митраистским памятникам — святилище для посвящённых степени «Льва») и ссылка на градус посвящения «Лев» (в форме вопроса «[как] ты стал львом?») привели американского антиковеда Уильяма Брашира к определению катехизиса как митраистского. Что-либо более определённое сказать невозможно, так как фрагмент имеет размер 7 × 9 см и его терминология («Отец», упоминания льняных одеяний) может быть применима к любой античной мистической религии.

### Историография

#### Зарождение и развитие научной митраистики
Представление о митраизме как целостной античной религии и сам этот термин (фр. mithraicisme) были введены французским дипломатом и востоковедом Жаном-Батистом Лажаром (1783—1858) в монографии Recherches sur le culte public et les mystères de Mithra en Orient et en Occident (1847), рукописная основа которой была удостоена награды Академии надписей ещё в 1825 году. Термин был популяризирован «Новейшей энциклопедией» Ренье (1851). В английском языке термин Mithraism был введён в 1890 году скептиком и апологетом мифологический школы Джоном Робертсоном. Интерес к митраизму после 1870-х годов питался ненаучными источниками, будучи распространён в ложах американского масонства и среди деятелей Теософского общества.
Основателем научной митраистики как отдельного направления в антиковедении и религиоведении является бельгийский археолог Франц Кюмон, выпустивший в 1896 году монографию с полной сводкой известных к тому времени митраистских археологических памятников (многие из которых он раскапывал лично) и древних текстов с переводом и интерпретацией на французском языке. На основе большого корпуса первоисточников Кюмон разработал концепцию иранского происхождения культов Митры, которые были созданы на территории римской Сирии путём слияния древнего маздаизма с семитской астральной космологией и греческими философскими школами. С его точки зрения, митраизм противостоял раннему христианству, эти вероучения испытывали сильные взаимовлияния и конкурировали в борьбе за «умы и сердца народа и правителей Римской империи». Тем не менее, обосновывая восточное происхождение митраизма, Кюмон к концу жизни осознал, что античное учение включало множество элементов, полностью отсутствовавших в Иране. По мнению Ф. Кюмона, божество-посредник между Ормуздом и Ариманом — Митра — в Месопотамии было отождествлено с семитским солнечным божеством Шамашем, также исполнявшим функции медиатора между человечеством и высшими надлунными богами. Он также заложил основу астрологической интерпретации митраизма, утверждая, что под влиянием «халдейской астральной космогонии арийские (иранские) боги стали отождествляться с планетами». Каждая планета управляла своим днём недели, кроме того, они соответствовали семи градусам-степеням посвящения в римской системе культа. Ф. Кюмон полагал, что римские посвящаемые проходили семь степеней «небесного восхождения» к восьмой наивысшей — мудрости и чистоте. Наконец, именно в Риме дальнейшая эволюция образа Митры привела к культу Непобедимого Солнца. Первыми носителями культа Митры на Западе Ф. Кюмон считал киликийских пиратов I века. После завоевания Киликии в римской армии оказались выходцы из Сирии и Понта, а также парфянские наёмники; то есть распространение митраизма в латиноговорящих провинциях объясняется притоком иранских или иранизированных воинов и рабов. После иудейских войн в Риме оказалось также большое число выходцев из Сирии, населивших целый квартал. Сирийские купцы имели свои колонии в Галлии и на границе с Германией, также ставшие каналами распространения митраизма. Римские интеллектуалы заметили существование митрийских мистерий примерно к началу «Золотого века Антонинов», из императоров посвящение в мистерии Митры первым принял Коммод.
Теолог Леонард Паттерсон (Тринити-колледж) постулировал, в русле теории Кюмона, наличие больших разрывов в традиции, представленной в источниках. Первое изображение Митры в западном искусстве обнаруживается на стеле, воздвигнутой Антиохом I Коммагенским (69—34 годы до н. э.); божество осеняет царя, голова его покрыта венцом с исходящими солнечными лучами. В 63 году до н. э. были пленены и доставлены в Рим киликийские пираты. Однако далее Л. Паттерсон констатирует в развитии митраизма в Римской державе большой провал вплоть до времени Веспасиана и Домициана. Паттерсон отмечал замечательную способность мистерий Митры адаптироваться к культурной среде; это типичная синкретическая религия, не имевшая определённой догматики (это называется «пороком синкретизма»). Исследователем делался вывод, что «христианство не свергло митраизм, но преобразовало и поглотило его».
Работы Ф. Кюмона заложили фундамент международных проектов исследования и издания первоисточников по античным мистериальным культам. В период после Второй мировой войны ведущим митрологом являлся нидерландский археолог Маартен Вермасерен, выпустивший в 1956—1960 годах фундаментальный Corpus Inscriptionum et Monumentorum Religionis Mithriacae и основавший в 1961 году серию публикаций Études préliminaires aux religions orientales dans l’Empire romain («Предварительные очерки восточных религий в Римской империи»), целиком основанных на концепции Кюмона.

#### Современная ситуация
Постулаты Ф. Кюмона не подвергались серьёзному переосмыслению вплоть до первого Международного конгресса митраистов в 1971 году, когда выяснилось, что влияние иранского элемента было чрезмерно преувеличено и что осмысление источников фактически придётся начинать заново. Канадский историк Роджер Бек в ряде публикаций (начиная от международного симпозиума по митраизму 1979 года в Манчестерском университете) доказывал западное происхождение митраистских мистерий. Начало культа он связывал с небольшой группой из Коммагены, когда из клиентельного царства она превратилась в римскую провинцию. Римский митраизм был инновацией I—II веков, что не мешало впитыванию древней традиции, например, убийства быка как символа спасения. Иранских аналогов тавроктонии и ряда других доктринальных особенностей римского митраизма не существует. Р. Бек существенно развил астрологическую интерпретацию мистерий, а также связывал появление в митраизме иконографии львиноголового Кроноса-Эона с деятельностью коммагенского астролога Бальбилла, который возглавлял Александрийский мусейон в 55—59 годах. Р. Беку оппонировал М. Клаусс, который связывал зарождение культа Митры с городом Римом и его окрестностями, особенно Остией. Также М. Клаусс постулировал невозможность доказательства развития римского митраизма из персидской религиозности, равным образом, бессмысленность рассмотрения мистерий как предшественника или конкурента христианства. Митрийские мистерии никогда не поддерживались римским государством на официальном уровне и не включались в государственные перечни религиозных праздников, что справедливо для прочих античных мистических культов. Согласно М. Клауссу, итальянские легионеры и чиновники завезли мистерии на берега Рейна и Дуная. Его астрологические интерпретации отличаются от Р. Бека в частностях, но следуют той же логике.
В 1970-е годы прошло три международных конгресса исследователей митраистики: в Манчестере (1971 год), Тегеране (1975) и Риме (1978). В 1976 году начато издание специализированного Journal of Mithraic Studies. До 1980 года вышло три тома журнала, но далее выпуск надолго прервался. В 2000 году журнал был возрождён как Electronic Journal of Mithraic Studies, редакцию которого курирует испанский Университет Уэльвы.
На рубеже 1980—1990-х годов собственную теорию предложил американский религиовед Дэвид Уланси, который интерпретировал тавроктонию как звёздную карту, отражавшую прецессию равноденствий и положение созвездий примерно на 100 год до н. э. Он также отрицал выводы Ф. Кюмона, доказывая, что иранской иконографии Митры, побивающего быка, не существует; в зороастризме акт убиения быка совершён Ариманом. Уланси связал астрологические дома Тельца и Скорпиона с началом и завершением аграрного сезона и связывал их с равноденствиями, а также сосредоточился на мифе о петрогенном происхождении Митры, считая скалу, из которой тот родился, символом явления космократора, вылупившегося из космического яйца. То есть Митра — это универсальный правитель, превыше всех богов, повелитель всех планет и небесных тел.
Иранское происхождение римского митраизма не отвергнуто современной историографией, продолжает рассматриваться в ряде работ, особенно итальянских авторов. Эстонский теолог Яан Лаэ выделил три базовых направления в современной митраистике, в основе которых лежат следующие постулаты:
1. «иранский тезис»: римский культ Митры — это импортированная из Ирана исконно восточная религия, которая укоренилась в Римской империи;
2. «слабый иранский тезис»: основные элементы римского митраизма восходят к персидской религии, но были сильно модифицированы на Западе;
3. «радикальная позиция»: римский митраизм никак не связан с иранским и является своего рода «имперским бриколажем».

Согласно Я. Лаэ, в XXI веке дискутирующие стороны отстаивают только второе и третье направления. Работы Кюмона остаются востребованным справочником, собранием первоисточников, постоянно переиздаются и цитируются.
В XXI веке также вышло несколько исследований, авторы которых подчёркивают уникальность культурного контекста римского митраизма, а также отсутствие в этом учении разработанного священного писания, догматики и церковной организации. Более того, согласно Олимпии Панагиотиду (Университет Салоник), существование иконографической и пространственной традиции устройства митреумов вообще не требовало от большинства посвящённых знания эллинистической космологии, а участие в мистериях способствовало дальнейшей передаче учения. Таким образом, совершенно не обязательно, что базовая мифология митраизма была утрачена, вполне вероятно, что она отсутствовала, давая свободу «спонтанных экзегетических размышлений и частной экзегезы», развивающихся в русле не интеллектуальной, а образной ритуальной религиозности.

#### В беллетристике
Начиная со второй половины XX века некоторое внимание митраизму стали уделять авторы художественной литературы. Исследователями отмечалось, что митраистские культы оказали воздействие на образный ряд артуровского цикла Мэри Стюарт и романа Нила Геймана «Американские боги». Гейман опубликовал в газете The New Yorker статью о воздействии митраизма на «Хроники Нарнии» Клайва Льюиса. В беллетристике на русском языке культ Митры занимает некоторое место в историко-фантастическом романе Александра Мазина «Римский орёл» (2002) и фантастическом романе Марика Лернера «Практическая уфология» (2020).

## Постулаты религии

### Общие положения
Французский археолог и антиковед Робер Тюркан сравнивал реконструкцию теологии и сотериологии митраистских мистерий с пониманием смысла «иллюстрированной книги, от текста которой не осталось ни единой буквы». При отсутствии митраистской «библии» исследователям остаётся анализ священных изображений и проведение аналогий с известными античными мистериальными культами. Главную трудность составляет то, что оставшиеся сведения исходят не от интеллектуалов и писателей, практикующих митраистские мистерии. Например, Порфирий в трактате «О пещере нимф» переосмысливал тексты Эвбула и Палладия (известные ныне только по названиям); существует также неопифагорейская экзегеза Нумения из Апамеи, которой мог пользоваться Порфирий. Имеющиеся расхождения в изложении митраистского учения могут отражать доктринальные расхождения разных общин или сект или личные искажения, привнесённые тем или иным писателем. Это не согласуется со сложностью и однородностью иконографии, которая почти без вариантов переходила из поколения в поколение. По-видимому, не случайно, что некоторые сведения об учении митраистов были переданы именно неоплатониками: они приводили пример мистерий ради проповеди собственного религиозно-философского учения, видя в последователях Митры наилучший пример некоторых собственных доктринальных положений.
Согласно религиоведу Роджеру Беку, множество исследователей митраизма некритически воспринимали сообщаемые Порфирием подробности: что митреумы создавались как «модель Вселенной», микрокосма в буквальном смысле слова, и что последователи мистерий изустно посвящались в тайну нисхождения души в тварный мир и её возвращения. Несомненно, ритуал преобладал над доктринальными тонкостями, поэтому нет оснований разделять эзотерический миф митраистов и собственно доктрину как некое стандартизированное учение, зафиксированное в священных текстах. Исследователь иронически отмечал, что не может себе представить римского ветерана, поселившегося в Дакии, или мелкого чиновника из Петовио, или остийского вольноотпущенника, «переживающих небесное путешествие души», хотя бы и в виде ритуала. Это обстоятельство зачастую недооценивалось предыдущим поколением учёных, равно и то, что Порфирию и его современникам-язычникам не было необходимости искажать учение, которым они заинтересовались. Кроме того, Порфирий исходил из того, что, во-первых, религия является творением великих мудрецов прошлого; и, во-вторых, доктрина полностью понятна и может быть реализована только мудрецом, достигшим высшей степени посвящения. Ключевым элементом мистерий, согласно Р. Беку, является понятие тайны, то есть доктрина зашифрована в некоем наборе стандартных символов. В зависимости от степени посвящения, они могли истолковываться на уровне аллегории и далее по степени философского восхождения на уровне метафизики и теологии. То есть любой античный культ включал узкий круг посвящённых и бо́льшее число рядовых участников, не способных к интеллектуальной деятельности.

### Миф о творении. Астральный цикл
Реконструируя митраистский Космос, кардинал Жюльен Рис вслед за Францем Кюмоном выявлял сохранение в Римской империи иранского учения о Зерване — обожествлённом времени. В античном мире оно было отождествлено с Кроном олимпийской мифологии и римским Сатурном; на некоторых памятниках изображение бога отождествлялось также с Эоном. На памятниках из Болоньи и Дура-Эвропос Сатурн изображён с корзиной на голове, характерной для Сераписа. Митраистский Эон-созидатель изображался с атрибутами высших античных божеств: молниями Зевса-Юпитера, троном Вулкана и жезлом Меркурия. Нередко митраисты изображали его с львиной головой, держащим в левой руке державу; фигуру в этом случае обвивал змей, кусающий себя за хвост, — это символы Солнца и вечности соответственно. Пасть у льва отверста, что символизирует хаос. Иногда фигура Эона имеет четыре крыла, обращённых попарно вверх и вниз. На статуе из Остии каждое из крыльев надписано именем одного из времён года. В Оксиринхе найдено изображение Эона, из чресл которого исходят два змея, погружающие головы в чашу с водой слева и огненный жертвенник справа. Богословская символика всего перечисленного отсылает к жизни и её подателю.
Судя по многофигурной стеле из Остербуркена, митраистский миф включал рождение божества из хаоса, который, по-видимому, эквивалентен олимпийскому Кроносу или Огню в учении стоицизма — созидающему и пожирающему своё создание хтоническому первоначалу. На этой же стеле изображено, что из тела лежащего Хаоса исходят Небо и Земля (символизируемые Атласом и возлёгшей женской фигурой, аналогичной римской Теллус). Небо и Земля порождают трёх богинь Судеб. Далее в борьбу Света и Тьмы вступает Митра, всегда изображаемый в персидском одеянии и фригийском колпаке и с факелом в руке или с ножом (коротким мечом), которым он заколает быка. В иконографии обычен сюжет рождения взрослого Митры из скалы; на некоторых изображениях из камня ему помогают выбраться пастухи или герои Кавт и Кавтопат; иногда рождению Митры сопутствуют сцены сбора урожая пшеницы либо собирания смокв с дерева. Возможно, Митра почитался как «хранитель плодов» и повелитель воды — подательницы жизни: божество изображалось иссекающим воду из скалы путём пускания стрел из лука в скалу или каменную стену. По аналогии с персидской или древнегреческой мифологией предполагается, что божества тьмы желали уморить человечество жаждой, сделав невозможным земледелие и скотоводство. Охотник и стрелец Митра воплощает обетование всеобщего спасения. Связь этих сюжетов с тавроктонией неясна, возможно, бык каким-то образом связан с Луной. На одной из дунайских стел Митра преследует быка, находящегося в лунообразной ладье. Возможно, об этой связи писал Порфирий («О пещере нимф», 18): Луна выступает у него как покровительница становления, наивысшая точка её положения — созвездие Тельца, и в итоге души, направляющееся в мир становления, названы «быкородными». По мнению Тюркана, в целом все изображения митраистов имеют в своей основе подобную идею — животворные элементы сосредоточены именно в быке и требуют защиты от Зла. Последней цели, по Тюркану, подчинена необходимость поимки быка Митрой. Из Оригена («Против Цельса», VI, 22) известно, что у митраистов каждый день недели был посвящён и отождествлялся с одним из небесных тел. На Дибургском рельефе показаны четыре ветра, времена года и персонификации четырёх стихий. Над изображением тавроктонии в Болонье справа налево представлены боги недели в порядке от Луны до Солнца, отождествляемого с воскресеньем; митраистский зодиак помещён в нише митреума в Понце. У Прокла говорится, что митраисты справедливость отождествляли с необходимостью, что и являло исполнение судьбы. Все важнейшие митраистские мистерии приурочивались к звёздному циклу: рождение Митры из камня отмечалось в зимнее солнцестояние, тавроктония — в день весеннего равноденствия.
Неясно, имелась ли связь между митрийскими мистериями римской эпохи и сообщением Плутарха в трактате «Об Исиде и Осирисе». Ссылаясь на Эвдема, Евдокса и Феопомпа, Плутарх утверждал, что Митра — это бог-посредник между Светом и Тьмой — Оромасисом и Арейманиосом. Тем не менее на священных изображениях из митреумов главное божество изображается между Кавтом и Кавтопатом, которые, по мнению Тюркана, символизировали Солнца разных полушарий: верхнего (весенне-летний период) и нижнего (осенне-зимний сезон). Вероятно, именно к этой констелляции относится упоминание у Дионисия Ареопагита «митрейской триады». На стелах из Рюкингена и Дибурга представлено трёхглавое древо, относящееся, по-видимому, именно к этой традиции. Эти представления, возможно, и привели к отождествлению Митры с Меркурием — посланцем, посредником между верхним и низшим мирами. В то же время ни одно из митраистских изображений не подтверждает сообщения Порфирия о Митре-демиурге. Держава, сфера в руках божества выступает лишь знаком власти. То есть Митра — правитель, защищающий мир, но не создававший его; хранитель творения Зевса-Оромасиса от Зла. Возможный источник представлений греческих философов о Митре-демиурге — тавроктония, в которой само божество выступает как оживитель или возродитель творения через убийство быка, а крови традиционно отводилась роль вместилища души и жизни. Порфирий, сравнивая логово быка («владыки становления») с пещерой мира, утверждал, что именно тавроктония приводит души в мир становления.
- Мифологические сцены в искусстве митраизма
- Митра рождается из скалы, осенённый крыльями ворона; по сторонам Кавт и Кавтопат
- Алтарь Митры Солнца
- Стела Митры Скалорождённого
- Митра — победитель быка

### Тавроктония
Никто из исследователей не оспаривал факта, что тавроктония в митраизме являлась архетипом, на котором основывался весь ритуальный цикл этого учения. Однако понимание жертвоприношения в митрийских мистериях, очевидно, сильно отличалось от античных культов. Раскопки обнаружили в митреумах кости домашней птицы и коз, а также кабанов, лис и волков. Судя по всему, приношение мяса в жертву происходило не под небом (то есть не на ступенях или переднем дворе, как в случае с греко-римскими храмами), а непосредственно внутри митреума. При этом алтари в митраистских святилищах невелики и явно носят символический характер. Собственно, и сама концепция митреума резко отличалась от идеи традиционных греко-римских храмов, которые воспринимались как обиталище бога (представляемого статуей или иным символом), изображение которого не было доступно всем верующим, тогда как ритуалы принесения жертвы совершались публично во дворе или в портиках. Митреум был священным пространством, где напрямую происходило общение между участниками культа и божеством. Соответственно, и тавроктония понималась не как божественное борение, но акт, совершённый ради людей — творений Зевса-Оромасиса. Граффити, обнаруженные в митреуме Санта-Приска, подтверждают, что митраисты подразумевали под тавроктонией высший акт спасения, сохранения всякой живой твари. Кровь быка, вероятно, символизировала бессмертие. Остро дискуссионным является вопрос о христианском влиянии в этом моменте. Потребление жертвенного мяса осознавалось митраистами как непосредственное продолжение и расширение ими тавроктонии с укреплением общей направленности против врагов Жизни.
Существуют и астрологические интерпретации тавроктонии, основанные на частом мотиве изображений в митреумах, где скорпион жалит гениталии быка. Телец и Скорпион (Альдебаран и Антарес) являются астрологической оппозицией, отмечающей в римском календаре начало весны и осени (7 мая и 7 ноября соответственно), то есть тёплого и холодного полугодий. На некоторых изображениях Кавта и Кавтопата они держат головы быка и скорпиона. Уязвление жалом скорпиона гениталий быка может символизировать и смену поколений. Рядом обычно изображается кратер, возможно, ассоциируемый с созвездием Чаши, но это не объясняет наличие изображений краба, орла или ворона, расположенных симметрично. Р. Тюркан утверждал, что астрологическая символика могла быть вторичной к тавроктоническому мифу, будучи порождена им самим и тем, что ему сопутствовало. Немецко-американский эпиграфист М. Шпайдель доказывал, что Митру символизировало созвездие Ориона и что это подтверждает его статус защитника воинов и государственных служащих.

### Сотериологияиэсхатология
Работы Ф. Кюмона заложили понимание митраизма как религии спасения, напоминающей мистерии Кибелы или Исиды. Однако Р. Тюркан отмечал, что митраистское учение о спасении слишком плохо изучено, и потому все попытки проведения аналогий неизбежно приводят к упрощению и путанице. Прежде всего, Митра не относится к типу умирающих и воскресающих божеств и не ассоциируется с сюжетом о боге, принесённом в жертву. Мифология и культовая обрядность митраизма полностью лишены женского начала, здесь нет ничего похожего на богиню-мать или богиню-жену, и женщины вообще не участвовали в храмовом служении, даже пассивно. Митра почитался как бог плодородия, играя активную роль — как податель воды, жнец, лучник, победитель быка, питающий кровью последнего все виды живых существ и растений. Таким образом, ролью Митры является физическое сохранение всего живого; граффити из Санта-Приска подтверждают «фундаментальный витализм» митраистских мистерий. По-видимому, в учении митраизма вообще не ставился вопрос ни индивидуального, ни всеобщего спасения — мир искуплён собственным существованием. Судя по иконографии, митраисты не разделяли физической оболочки и разумно-чувствующей души, как платоники и гностики; эти сущности составляли единое целое. Поскольку Митра не умирает, его изображения на солнечной колеснице означают, что, появившись из скалы, он возносится выше и становится истинным Непобедимым Солнцем; божеству не нужно спускаться на землю, чтобы возвестить о себе. Согласно Р. Тюркану, космология митраистов могла напоминать стоическую — то есть доктрину вечного возвращения, однако ничто в изображениях митреумов не намекает на доктрину метемпсихоза. Это противоречит сообщениям античных писателей, в частности Тертуллиана, утверждавшего, что митрийские мистерии обещали своим последователям «подобие воскресения» (imaginem resurionis).
Митраистское учение игнорировало дуализм духа и материи, признавая только оппозицию Света и Тьмы, жизни и смерти. Именно в этом отношении мистерии Митры контрастировали с мистериями Диониса, Аттиса и Осириса. Согласно Р. Тюркану, космический витализм митраизма отражал, полностью или частично, эллинский дух, классический эллинизм. В то же время чувство служения, групповая солидарность и дисциплина, представления о жизни как борьбе делали митраизм созвучным базовым римским ценностям. Тот же Р. Тюркан рассматривал доктрину митраизма как «композитную идеологию», явившую собой, помимо примера западного переосмысления иранского божества, своеобразный, эллинистический «синкретизм» пифагореизма, орфизма, стоицизма и астральных культов, в то же время чуждый гностических тревог II—III веков н. э. По мнению французского исследователя, в первые века нашей эры митраизм предлагал «ободряющую» (roborative) альтернативу для тех античных многобожников, которые разочаровались в существующих философских учениях или ритуалах официального культа, но при этом хотели оставаться в русле активной социальной жизни, не удаляясь от неё, как некоторые христиане или представители неоплатонизма.

### Митраизм и религии Римской империи
Как отмечал Манфред Клаусс, античная религиозность, в том числе митраистская, носила «инструментальный» характер, то есть помощь божества ожидалась здесь и сейчас, а вотивные надписи подтверждают, что человек посвящал себя конкретному божеству в обмен на предварительное исполнение совершенно определённой просьбы. Иногда божества являлись во снах и требовали исполнения определённых ритуалов и приношений. Самая распространённая (поскольку многократно используется в виде аббревиатуры v[otum] s[olvit] l[ibens] m[erito]) алтарная формула митраистов такова: «Посвятитель с радостью выполнил свой обет в обмен на полученную выгоду». Верующие жертвовали на целые митреумы с инвентарём или ремонт святилищ, дарили земельные участки, заказывали мраморные статуи и рельефы, утварь из серебра или бронзы. В одном из текстов упоминаются выращенные для Митры сосны и смоковницы; немалых денег стоила и вотивная надпись на камне. Совершенно неизвестны повседневные поставщики пищи и вина для трапез, расходных материалов (свечей, факелов, масла для светильников, благовоний и прочего). Вотивные надписи служили своего рода рекламой, подчёркивающей социальный статус и щедрость дарителя или его степень посвящения, не имея прямого религиозного значения. Иногда в надписях упоминаются причины для тех или иных дарений: так, Публий Элий Клеменций из Далмации, имеющий сына с тем же именем, освятил алтарь Юпитера Великого Вседержителя за то, что сын отслужил невредимым положенный срок в армии. Далее ветеран Публий Элий Клеменций-младший был избран дуумвиром и посвятил Юпитеру ещё один алтарь. Наконец, достигнув 50-летнего возраста, он вторично был избран на высшую должность в городе, получив к тому же некие жреческие обязанности, исполняемые раз в пять лет, и на сей раз посвятил алтарь Митре. Не исключено, что посвящения Митре следовали и после предыдущих жертв Юпитеру.
Морально-этические требования митраистов плохо изучены: у Порфирия упоминаются лишь требования к посвящаемым в градус «Льва», то есть жреца: избегать «неприятного, вредоносного и нечистого», «очищать язык от всего греховного». Нечто подобное упоминается в так называемом «Цезаре» Юлиана Отступника, в котором описано собрание богов и первых римских императоров. Иустин Мученик в «Диалоге с иудеем Трифоном» порицает митраистов, что те «незаконно» исполняют пророчества Исаии, косвенно свидетельствуя о существовании собственных митраистских заповедей.
Сохранилась вотивная надпись некоего Клавдия Марцелла, дослужившегося до бенефициария и благодарившего «Бога всемогущего Митру Непобедимое Солнце». Ещё один легионер по имени Аврелий Марцелл посвятил Митре алтарь «как солдат, выслуживший срок до ветерана», удостоенного гражданства и выходного пособия. Рабы, служившие на таможне, благодарили Митру за статус вольноотпущенника; императорский раб Аполлонид, служивший писарем на таможне, был повышен до инспектора, за что отремонтировал митреум на новом месте назначения (все вышеупомянутые — на территории Далмации). Евтихий, таможенный раб из Сисции, посвятил митреумный алтарь императору Каракалле за то, что ему была дарована вольная. Митра, таким образом, почитался как божество повседневных дел, его главный титул — Помощник (adiutor), верующие охотно подчёркивали всемогущество своего покровителя. Очень сложно для изучения взаимодействие мистерий Митры и культа Непобедимого Солнца, которые зачастую рассматривались как единое божество в двух разных проявлениях. В митраистской эпиграфике форма Deus Sol Invictus Mithras («Бог Митра Непобедимое Солнце») встречается более ста раз за период II—IV веков, причём начиная от самых ранних свидетельств римского культа Митры. При этом в одном из митреумов Аквинка поставлены две равные по размеру статуи — Митры и Солнца, а в одном из митреумов Дакии Митра явно ассоциируется с Фаэтоном.
В митреумах осуществлялось поклонение и другим, кроме Митры и Сола, божествам. Это объяснялось как общей античной тенденцией к синкретизму, так и тем, что восприятие Митры как солнечного божества позволяло отождествлять его с функционально аналогичными представителями других культов. В одном из митреумов Адриановой стены (Виндовал) поклонялись Солнцу Аполлону Непобедимому (этот эпитет приведён в греческой форме «Аникет»). Три стороны жертвенника из Нортумберленда украшены узнаваемыми изображениями Аполлона — на лицевой стороне он играет на лире, на одной из боковых предстаёт как Гелиос в короне, и лишь на тыльной стороне помещена фигура божества между двумя факелоносцами. В Херсонесе Фракийском Митра-Сол был отождествлён с Аттисом, и на раскопках были обнаружены терракотовые статуэтки бога во фригийском колпаке, стоящего на спине быка. Как Аттиса, его изображали в одеянии, скреплённом фибулой на груди и оставляющем открытыми гениталии. Пять таких фигурок найдены и в Пантикапее.
В митреумах поклонялись самым разным божествам. В Британии митраисты помещали в своих святилищах образы Коцидия — бриттского бога войны, аналогичного Марсу. В Дура-Эвропосе на Евфрате в митреуме, по-видимому, имелось изображение коммагенского горного божества Турмасгада. Известны синтетические изображения с германской границы, где в Аргенторате кельтского бога Сиссония отождествляли с Меркурием. В Таунуме (Фридберг) поклонялись Богине-Матери, а в Ниде и Штокштадте её место занимала покровительница лошадей Эпона. В Дотате в Дакии в гарнизоне служили воины, переведённые из Пальмиры, которые почитали Митру как солнечного бога-творца и никогда не сокращали его имени в вотивных надписях. Во II веке центурион VIII легиона Августа из Аргентората воздвиг жертвенники Митре, Аполлону Пифийскому и Фортуне. Нумидийский губернатор в конце III века посвятил алтарь, судя по надписи на нём, Юпитеру Величайшему, Юноне-царице, Минерве, Митре Солнцу, Геркулесу, Марсу, Меркурию, Гению места и «всем богам и богиням». Это наиболее представительный вотивный список из всех известных в митреумах. Индивидуального почитания — в виде алтарей либо статуэток — удостоились Диана, Атлас, Диоскуры (вероятно, отождествлённые с факелоносцами Кавтом и Кавтопатом), Фортуна, различные гении, Геката, Геркулес, Исида, Юнона, Юпитер, лары, Лу́на, Марс, Меркурий, Серапис, Сильван, Тутела, Венера, Виктория, Виртус и Вулкан. В одном из митреумов были обнаружены вотивы Юпитеру Долихену, а в святилище самого Долихена — митраистские надписи и культовые рельефы. В двух германских и трёх галльских митреумах поклонялись Меркурию. В Штокштадте один из митреумов посвящён «богу Непобедимому Митре Меркурию», а в другом было три изображения Меркурия. В митреуме Эмериты на средства «отца»-настоятеля воздвигнута обнажённая мраморная статуя Меркурия с лирой у его ног, при этом на сам инструмент нанесена вотивная надпись Митре. Митреум в Црквине снабжён наиболее универсальным посвящением из всех известных: «Митре и прочим бессмертным».

### Митраизм и раннее христианство
Ещё до основополагающих исследований и изданий источников Франца Кюмона возникла дискуссия о связи митраизма и раннего христианства. Её инициатором был знаменитый религиовед Эрнест Ренан, заявивший в завершающей книге своей «Истории происхождения христианства» («Марк Аврелий и конец античного мира», 1882), что если бы христианство не смогло реализоваться по какой-либо фатальной причине, мир стал бы митраистским. Эта дискуссия, по мнению М. Клаусса, неисторична, так как рассуждение о конкуренции этих учений должно основываться как минимум на доказательстве, что и христианская, и митраистские общины преследовали одинаковые цели. Кроме того, данная формула априори предполагает прозелитический характер античных мистических культов. Согласно М. Клауссу, ни одна из мистериальных религий Римской империи не ставила задачи превратиться в официальный и единственный культ, так как их адепты были сосредоточены на достижении индивидуального спасения. Иными словами, дилеммы «Митра или Христос?» в действительности никогда не существовало, по крайней мере, со стороны самих митраистов.
В своих трудах Отцы Церкви с середины II века н. э. неоднократно отмечали разительное сходство между христианством и митраизмом в некоторых чертах (по мнению М. Клаусса, особенно это касается ритуалов и ритуальной трапезы). При этом патристы ранней Церкви отзывались о таких сходствах в резких выражениях, считая все из них ловкими уловками дьявола. Согласно тому же М. Клауссу, наличие сходства вовсе не является результатом взаимного влияния, и Отцы Церкви, обвиняя в уловках дьявола, а не в подражании митраистов, скорее всего, понимали это. К сходным чертам относили роль воды и, как следствие, сюжеты об иссечении Моисеем воды из скалы посохом, а Митры — стрелой. Также Митра рождался из скалы, а в восточном христианстве Богородица связана с рождением Христа в пещере. Существовали даже параллели со светом и Солнцем — так, Христос именовался светом мира. Для христианской иконографии с начала IV века характерен так называемый «эллинистический» тип изображения трёх волхвов, особенно в катакомбах и на саркофагах, основой которому послужил образ из римского искусства — «варвары, приносящие дань». Клаусс подчёркивает, что с того же IV века в рамках этой иконографии три волхва иногда представлены в виде жрецов Митры как визуальный символ наступившего превосходства христианства над митраизмом.

## Митреумы. Ритуалы

### Святилище-микрокосм
Митраистские святилища устроены стандартным образом, уподобляясь пещере. По надписям можно судить, что итальянские митраисты использовали для названия митреума почти исключительно термин spelaeum («пещера»), тогда как в провинциях повсеместно использовалось стандартное слово «храм» (лат. templum). Изредка использовались термины janum («врата») или crypta. Наиболее изученными являются римские и остийские святилища. Они очень невелики: помещение под Термами Каракаллы (как и аналогичное в Карнунте) имеет площадь 23 × 10 метров. Из-за этого число храмов было довольно значительным: в Остии раскопаны 17 митреумов, в маленькой рейнской крепости Нида найдено четыре разрушенных святилища. В Риме, по некоторым оценкам, могло быть от семидесяти пяти до сотни святилищ. Из-за небольшого размера создание митреума было по средствам человеку со средним достатком: в Вольсиниях сохранился перечень инвентаря, включая статуи на постаментах, оплаченный одним жертвователем. Иногда митраистам помогали городские власти: участок под храм в Медиолане предоставил муниципальный совет. Митреумы могли располагаться где угодно: в форте Нида на Рейне — в башне городской стены; нередко в подвалах многоэтажных домов, в частных особняках. В Линце (Норик) митреум построили на форуме рядом с храмами Юпитера, Ромы и Августа; в Карнунте и Петовии митреум располагался под храмами Юпитера и Великой Матери. Наименьшее число митреумов обнаружено в Испании и Северной Африке — суммарно менее десяти, из которых в Испании — всего четыре.
Устроение храмов было в целом единообразным. В остийском «Митреуме семи врат» у входа находился кратер, который, согласно Ф. Кюмону, предназначался для жертвенной крови; но есть версии, что содержимым была вода. Подле кратера напольная мозаика изображала кинжал. По-видимому, вода в данном случае символ очищения, выступая, однако, и барьером для тех, кто нечист (по мнению Ж. Риса, вода, таким образом, символически являлась вратами в мистериях). Кинжал при этом служит знаком Тельца и Ареса (Порфирий, «О пещере нимф», 24), в то же время отсылая к Митре как приносящему быка в жертву. На боковых подиумах показаны семь планет и двенадцать зодиакальных символов. Слева идут день, весна, лето, а справа — ночь, осень, зима. При этом учёные напоминают об ассоциациях Кавта с днём, солнцем, летом, а Кавтопата — со смертью, луной, зимой. На полу мозаика также дополнена семью сферами, точное значение символов которых не установлено: они могут представлять и степени посвящения, и ступени лестницы (по мнению некоторых учёных, образ лестницы играет большую роль в митраизме в целом и в митреумах в частности). В целом сакральная география митреума может предоставить важный и в то же время сложный для интерпретации символический материал, например, следы космического символизма. Внешне митреумы редко выделялись. В митреуме Дура-Эвропос вход был оформлен семью ступенями, что является уникальным случаем. В Аквинке у митреума были прихожая и два служебных помещения, из которых можно было попасть в крипту. Культовая утварь и посуда хранились на полках или сундуках, там же готовили ритуальную трапезу. Крипта во всех случаях устраивалась единообразно от Британских островов до Понта: длинная зала с центральным проходом, по обеим сторонам от которого были возвышения для возлежания на ритуальной трапезе. Украшения и отделка демонстрируют множество разнообразных вариантов.
Роджер Бек отмечал, что если митреумы являлись моделью Вселенной, то идеальной формой для воплощения данной идеи был бы купольный храм, наподобие римского Пантеона. В действительности митраисты использовали святилища, перестроенные из прямоугольных помещений иного назначения. Сохранилось немало митреумов в подвалах инсул, всегда имевших полуцилиндрические своды. Таковы находки в Кесарии, Санта-Мария-Капуа-Ветере, римских митреумах Сан-Клементе, Барберини, Антониновых терм, Санта-Приска, митреум в остийских термах и прочие. Вход в митреум в Марино (Альбанские горы) оформлен в виде пандуса, спускающегося в длинную (29,2 м) и узкую (3,1 м) культовую залу, завершаемую изображением тавроктонии. Пещера, в которой и происходит убийство быка, воспроизведена в Марино со всей тщательностью и максимально натуралистично для двухмерного рисованного объекта. Плащ Митры на фреске являет собой не кусок ткани, а своего рода «окно» в звёздное пространство; здесь показаны шесть ярких звёзд, седьмой же является обладатель плаща, то есть сам Митра. Звёзды показаны и поверх туники божества, как если бы оно было прозрачно, состоя не из плоти и крови. Фигуры Митры и быка окружены тьмой, то есть пространством символической пещеры, расположенной внутри физически существующей пещеры-храма. Остийский «Митреум семи врат» наиболее богат читаемой астрологической символикой, которая демонстрирует, что культовая ниша с тавроктонией являет весеннее равноденствие. Далее, вдоль скамьи справа от Митры, расположены «северные» знаки: ближайшим к божеству является Овен, самым дальним, у входа, — Девы. Напротив Девы, также рядом со входом, расположены Весы — начиная от них вдоль скамьи по левую сторону от Митры идут «южные» знаки вплоть до Рыб, размещённых рядом с божеством, напротив Овна. В данном случае вход соответствует осеннему равноденствию. Боковые скамьи «представляют» эклиптику. В митреуме в Понце сохранился богатый лепной потолок, воспроизводящий звёзды Северного полушария: внутри кольца двенадцати знаков зодиака показаны мать-медведица и медвежонок. На теле Большой Медведицы обозначен Северный полюс мира.
Роджер Бек, пытаясь реконструировать мышление участников культовых трапез, разместившихся в микрокосме, цитировал «Сон Сципиона» («О государстве» XV, 15): «Сама же Земля показалась мне столь малой, что мне стало обидно за нашу державу, которая занимает как бы точку на её поверхности». Рассуждая о важности планетарной символики для митраизма, учёный приводит свидетельство Оригена («Против Цельса» 6, 22), что прохождение через «планетные врата» в мистериях Митры обозначалось «лествицей с семью вратами» (klimax heptapylos). Название остийского «Митреума семи врат» происходит от мозаичного изображения на полу аркады из семи составляющих, которая, по мнению учёных, имела то же значение, что и «лествица» у Оригена. Последовательность «планетных врат» представляет собой и серия мозаичных панелей «Митреума Фелициссимуса» в Остии ввиду наличия символа той либо иной планеты на каждой из них. Однако с учётом наличия и иных символов на этих панелях и неклассического порядка планет Роджер Бек считает, что в первую очередь эта последовательность была связана с прохождением степеней посвящения от «ворона» до «отца» и соответствует их иерархии. Помимо напольных мозаик, в «Митреуме семи врат» отдельные мозаичные изображения присутствуют и на передней части боковых скамеек, по три с каждой стороны от Митры, — однако на этот раз с образами шести планетарных богов. Справа от Митры, на «севере», располагались Юпитер, Меркурий и Луна, а слева от божества, на «юге», — Сатурн, Венера и Марс. Седьмым считалось Солнце, воплощённое изображённым в культовой нише Митрой. Расположение изображений богов Роджер Бек считал неслучайным, а предназначенным отразить мнение митраистов, что время определяемо ходом планет и без них не существует. Алтарь со сценой тавроктонии носил название typum или simulacrum.
- Реплика митреума в Зальбурге
- Внешний вид
- Интерьер от входа
- Сцена тавроктонии
- Интерьер в ночное время с подсветкой

### Ритуал
Исследователи согласны в том, что митраистские мистерии были мужскими, женщины на них не допускались. В реконструированной мифологии митраизма отсутствует женское начало. Это обычная для античности ситуация. Обратным образом и в Греции, и в Риме существовали закрытые для мужчин женские культы.
В одной из лемм византийской энциклопедии Суды (3:394) утверждается, что перед посвящением кандидат должен был испытываться на «чистоту и стойкость» в зависимости от градуса посвящения; неясные упоминания об испытаниях есть и в писаниях Григория Назианзина. Тертуллиан утверждал, что перед посвящением митраист проходил обучение, но никаких подробностей не сообщал. С течением времени сообщения о ритуале усложнялись: Псевдо-Нонн (VI век) сообщал о восьмидесяти испытаниях, включая пытку огнём и длительный пост, а Косма Маюмский (VIII век) утверждал, что испытуемый постился пятьдесят дней, подвергался избиениям или пребыванию в холоде. Подобные сообщения опровергаются митраистскими изображениями, которые интерпретируются как сцены инициации. На фреске из Санта-Мария-де-Капуя-Ветере показан мистагог в белой тунике, ведущий обнажённого посвящаемого, покрытого охрой, глаза которого завязаны белой повязкой. В следующей сцене мистагог в алом плаще и во фригийском колпаке показан слева, и левой же рукой протягивает некий продолговатый предмет (возможно, кинжал) посвящаемому. Посвящаемый стоит на коленях по-прежнему с завязанными глазами, руки его спрятаны на спиной. У Амброзиастера по этому поводу утверждается, что руки посвящаемого связывали за спиной куриными кишками, которые затем перерезал мистагог-«освободитель». Справа помощник мистагога придерживает посвящаемого. В третьей сцене показан посвящаемый, стоящий на одном колене, руки его связаны за спиной; кинжал покоится на земле, повязка снята с глаз. Помощник мистагога за спиной возлагает ему венец на голову. На четвёртой сцене посвящённый стоит на коленях, помощник мистагога прижимает его за плечи, а распорядитель церемонии указывает посохом на предмет, лежащий на земле. Последняя, пятая, сцена демонстрирует распростёртого на полу посвящаемого, мистагог и его помощник стоят, соответственно, в голове и в ногах. Чаще всего эта сцена интерпретируется как символическая смерть, испытание мужества. Более точная интерпретация затруднительна из-за плачевного технического состояния росписей.
По аналогии с культовыми текстами мистерий Исиды предполагается, что инициация в митраизме выстраивалась как цикл смерти и воскресения. В митреуме Санта-Приска сохранилось граффито, где посвящённый указал точную дату своего ритуального («консулат Севера и Антонина, за двенадцать дней до декабрьских календ») и астрологического «возрождения» (18-й лунный день), то есть 20 ноября 202 года. По-видимому, ритуал посвящения заканчивался рукопожатием с «отцом» — главой общины и распорядителем церемонии; это символизировало единение Митры и Непобедимого Солнца. Посвящённые митраисты именовались «синдексиями» (syndexioi, буквально «пожимающими руки»), что сообщается христианским поэтом IV века Профицентием. Манфред Клаусс утверждал, что мистерии Митры не имели публичного церемониала и особых дней поминовения; главный праздник — natalis Invicti («нарождение Непобедимого») — отмечался 25 декабря как общеимперский день Солнца, и не ассоциировался именно с митраизмом. Роджер Бек категорически отрицал, что день зимнего солнцестояния почитался как день рождения именно Митры.
Среди документов Парижского магического кодекса, переписанного около 300 года в Верхнем Египте, содержится ритуальный текст «Обессмертвитель» или «Митраистская литургия», впервые опубликованный в 1903 году. Исследователями XXI века текст рассматривается именно как митраистский, хотя этот культ, по-видимому, почти не был представлен в римском Египте. При этом считается, что митреум в Александрии не мог не существовать. В начале этого текста поминается Митра — Солнце, далее представлены семь молитвословий, перемежающихся инструкциями для священнослужителя. В первой молитве посвящённый погружается в сущность четырёх стихий: огня, воды, земли и воздуха. Это своего рода медитативное упражнение, связанное с психотехникой и дыхательной практикой; в результате верующий должен «почувствовать себя поднятым в воздух», воспарить над земной материей и научиться созерцать источник бессмертия «духовным оком». На высшем этапе посвящения душа должна сделаться звездой. Третья молитва (читаемая с закрытыми глазами) перечисляет двадцать одно (три умноженное на семь) именование Солнца, и призвана «отворить врата в мир богов»; здесь же поминается Гелиос в белом одеянии под красным плащом и в пылающей короне. В финальной части «литургии» семь дев — богинь Судьбы, хранительниц Космоса, подводят посвящаемого к Высочайшему нисходящему в белой тунике и штанах, и в золотой короне.
Иустин Мученик негодовал по поводу сходства евхаристии и митраистской культовой трапезы, заявляя, что это бесовские козни. По-видимому, он был знаком как с обрядовыми действиями, так и с сакральными формулами, которые их сопровождали. О том же писал Тертуллиан, утверждая, что сатана подражал Таинствам в мистериях Митры. Иустин и Тертуллиан видели в мистериальной трапезе символическое повествование о спасении и вечной жизни. При этом, по мнению М. Клаусса, не может идти речи о подражаниях и взаимовлияниях, ибо совместное преломление хлебов и угощение вином известно во всех древних культурах, а трапеза является общей для всех религий формой объединения верующих и слияния их с божеством. Изображение митраистской трапезы сохранилось на рельефе из Конице. В центре композиции там представлены два высших посвящённых — «отец» и «гелиодром», благословляющих собрание; все участники действа носят маски (в частности, льва и ворона) и возлежат вокруг маленького круглого стола. На трапезном столе расстелена бычья шкура; там находятся маленькие круглые хлебы с крестообразными насечками для лёгкости преломления между трапезничающих. На рельефе из Ладенбурга Митра и Солнце возлежат на ложе, покрытом бычьей шкурой, а на столе перед ними гроздь винограда и два хлебца с насечками. Действо происходит в пещере-митреуме. На сцене пиршества из Рюкингена также представлены Солнце (опознаваемое по лучистой короне), держащее в правой руке ритон с вином, Митра обращён лицом к одному из факелоносцев. И Сол, и Митра касаются бычьей шкуры, хвост которой в руках Солнца заколосился. Ритуальная трапеза, вероятнее всего, входила в общий цикл принятия пищи, служа цели сплочения культовой группы, а меню трапезы и качество вина зависели от финансовой состоятельности верующих. Финансово благополучные митреумы заказывали специальную посуду со священными символами; судя по данным раскопок, на трапезах употреблялось мясо животных и птиц только мужского пола, что намекало на исключение женского начала из всех сфер митраистского культа.
О рационе митраистских трапез позволяют судить ритуальные ямы, облицованные кирпичом или деревом, в которых скрывались остатки от священных трапез, не предназначенных для посторонних глаз. Такая яма в митреуме в Ниде имеет размеры 100 × 50 см при глубине 79 см, и до краёв наполнена костями жвачных животных. По-видимому, это были животные, забитые во время общественных жертвоприношений, а не специально купленные или выращенные митраистами. Иногда в таких ямах находят яичную скорлупу и раковины моллюсков, что, отчасти, отражает местную специфику. В Линце при митреуме нашли 4,2 кг косточек фруктов (преимущественно, вишни, а также яблок, чернослива) и скорлупы грецких орехов. Неясно, является ли преобладание вишни проявлением неких ранее неизвестных ритуальных практик (привязанных ко времени её созревания) или изобилием её именно в этом городе. В Дура-Эвропос на стене митреума выцарапаны списки продуктов с указанием цен и расходов; наибольшие суммы приходятся на вино, мясо и гарум. В Британии, Германии и Норике, где иногда митреумы строились как отдельно стоящие здания, при них устраивались кухни; в других местах в митреумах находились кухонные ножи, точила, а также разнообразные кастрюли и сосуды, хотя скорее всего пищу приготовляли в другом месте или покупали готовой.

### Простонародные культовые практики
Открытие в 1998 году деревянного сельского митреума в Тинене (Брабант) привело к существенному росту интереса археологов к повседневной митраистской практике. Среди находок было большое разовое захоронение остатков ритуального пиршества, состоявшего из небольшого количества свежей пресноводной рыбы (включая двух крупных угрей), солёной рыбы, нескольких диких птиц, примерно 285 кур, 14 ягнят (примерно восьмимесячного возраста), 10 поросят (возрастом 3 и 8 месяцев) и некоторого количества говядины. Предположительно, все тушки, включая птичьи, были приготовлены на вертеле. Такое количество птиц и животных должно было умерщвляться поблизости, ибо в противном случае потери при перевозке мяса были бы очень велики. Остатки бойни могли и не сохраниться, ибо римские археологические слои в этой местности сильно разрушены. Стратиграфический анализ и сохранившиеся обломки керамики подтвердили, что речь шла о грандиозном однократном пиршестве. В частности, зубные ряды 11 из 12 исследованных овец свидетельствуют об одинаковом возрасте животных; в традиционном овцеводстве ягнята рождаются раз в году, и, следовательно, забивались единомоментно. То же касается и останков поросят. По косвенным данным, пиршество проходило в июне или июле и, судя, по обломкам керамики, общее число пирующих могло достигать ста человек (по оценке М. Мартенс, от 88 до 103). Рядом с остатками пиршества имелся как минимум один очаг. Никаких свидетельств того, что животные, забитые для трапезы, были принесены в жертву, не существует; при этом захоронение остатков пищи могло являться ритуальным актом. В римской традиции приношения богам подземного мира бросались на пол, даже если трапеза проходила дома. Анализ использованных продуктов демонстрирует, что были использованы наиболее ценимые за вкус сорта мяса с более или менее доступной рыночной стоимостью. При этом данные других раскопок Римской Галлии свидетельствуют, что именно свинина (у галлов) и курятина (у римских колонистов) чаще всего использовалась для жертвоприношений, в том числе усопшим предкам. Сравнение с захоронными ямами митреумов Рима, Британии, Швейцарии и Германии даёт, в общем, преобладание курятины (в одной из находок во Франции 74 % всех найденных остатков), за исключением Мартиньи, где почти половину находок составили свиные кости. Это объясняется тем, что тамошний митреум был связан с большой виллой, с потреблением мяса на которой хорошо соотносятся остатки ритуальных пиршеств. Находки подтверждали, что в подавляющем большинстве идентифицируемых случаев забитые животные были мужского пола. Вполне возможно, что породы животных имели культовое значение: петух ассоциировался с Непобедимым Солнцем — Митрой, угри, по-видимому, представляли змея Эона (изображённым на чаше делосской работы), а кости галки, вероятно, символизировали ворона — спутника Митры.
На месте пиршества было идентифицировано 146 сосудов для варки пищи, в том числе минимум 80 «баночек» для кипячения воды с носиком и ручкой, причём неоднократно используемых (судя по копоти снаружи и известковым отложениям внутри). Также найдено 85 блюд, диаметром в среднем от 26 до 30 см, грубой местной работы, и 103 курильницы для благовоний, широко используемых в митреумах. Масляных ламп обнаружено 12, рядом находились и амфоры с оливковым маслом, используемым для освещения. Сосуды для питья были привозные, преимущественно из Трира или Аргонна. Три из них были крупнее других, а один был снабжён надписью «propino tibi» — латинизированная греческая фраза, означающая: «Пью за твоё здоровье». По-видимому, они служили для смешивания или разбавления вина. Декорированная посуда для питья тонкой работы происходила из рейнского региона. Найдены были винные амфоры из Южной Испании и долины Мааса. Наличие курильниц, сосуда с изображением змея и некоторых других предметов с митраистской символикой явно указывают на культовый характер трапезы. Столь массовое мероприятие могло быть приурочено к дню летнего солнцестояния, и состоялось между 240 и 255 годами, на что указывает стиль керамики и найденные монеты. Для идентификации сборища важной является надпись на бронзовой плакетке из Вируна, повествующая о поминовении умерших единоверцев 26 июня 184 года. Кроме того, останки пиршества были захоронены в тех же ямах, откуда брался суглинок для раствора и обмазки деревянных стен сельского митреума Тинена; там же захоронены сломанные инструменты. Из эпиграфических памятников известно, что митреумы подновлялись в честь тех или иных важных событий, как, например в Висбадене. Собрание в Вируне также приурочивалось к восстановлению храма. Открытие в Тинене может указывать, что собрание носило «полуоткрытый» характер: священный участок располагался на дороге близ пригорода и был ограждён забором или изгородью. Три четверти участников пира могли представлять городские коллегии или конгрегации храмов других богов. Некоторыми исследователями (В. Зауэр) высказывалось предположение, что III веке мистериальный культ утрачивал свой герметический характер, стремясь привлекать к себе финансовую и моральную поддержку всё более широких кругов общества в обстановке политического кризиса и растущей религиозной нетерпимости. В городе Риме IV века митреумы располагались в общественных зданиях, некоторые, вероятно, носили «полупубличный» характер, и «тайные» собрания, являлись, скорее, элементом, привлекавшим новых адептов.

### Носители учения и его распространение
Культ Митры никогда не имел официального статуса в Римской империи (Sacra publica) и среди его покровителей не было представителей правящей элиты. Принципиальной особенностью митраизма являлось то, что каждая группа была автономной, не существовало единой культовой иерархии или периодических собраний верующих, наделённые высшим авторитетом. Факторы, которые способствовали связному и последовательному сохранению иконографической традиции (то есть сути учения) неизвестны и не объяснены.
В сохранившемся корпусе посвятительных надписей среди посвящённых всего пять человек представляют сенаторское сословие (его представители были консервативны и так же мало представлены в любых иных мистических культах). Незначительно участие также всадников (всего 40 за два века) и декурионов, исключения встречаются только в дунайских провинциях. В митраистских конгрегациях состояли, вероятно, только рядовые легионеры, низшие слои имперских чиновников, вольноотпущенники, возможно, рабы, а также рядовые римские граждане. Все эти сведения основаны на единственном источнике — посвятительных надписей от ктиторов, оплативших оборудование или постройку митреума. Из высокопоставленных митраистов известен Марк Антоний Викторин, эдил Аквинка, чьё имя высечено на постаментах пяти статуй митреума этой римской колонии. В Паннонии первые надписи с именами легионеров-митраистов появляются не ранее первой половины II века. В Петовии сохранилась надпись, что солдаты V Македонского и XIII легионов расширили и перестроили городской митреум в царствование Галлиена (253—268 годы). Военнослужащие этих легионов связаны, как минимум, с четырьмя митрийскими святилищами. Самый большой митреум с рельефом петрогенеза был освящён «во имя благополучия императора» командиром административного штаба Петовия по имени Флавий Апр, происходившего из всаднического сословия. По предположению М. Клаусса, вслед за командиром в мистерии обратились и его подчинённые. На территории Румынии и Словении найдены посвятительные надписи, из которых следует, что средства жертвовали боевые офицеры, а также военные чиновники, ведающие снабжением.
Высокая концентрация митраистов в рейнских и дунайских провинциях объясняется длительным сроком службы в легионах (в зависимости от рода войск и статуса легионера от 16 до 25 и даже 30 лет). Из-за этого, по некоторым оценкам, доля военнослужащих (включая отставников-колонистов) в этих провинциях могла достигать 15—20 %. Например, некий Гай (или Клавдий) Юлий Валент, штабной офицер VII Клавдиева легиона (Виминаций, ныне на территории Сербии), был достаточно богат, чтобы быть избранным декурионом и обустроить митреум за собственный счёт. Единственным известным по имени сенатором-митраистом был чиновник Марка Аврелия по имени Марк Валерий Максимиан, — легат Апулума в Дакии. Далее его имя встречается на посвящениях митреумов в Ламбезисе в Нумидии. В дальнейшем в этой колонии возникла традиция, что вновь заступающий на должность губернатор посвящался в мистерии Митры: вотивные алтари воздвигались вплоть до конца IV века, когда губернатор принадлежал к всадническому сословию. Военнослужащих могли перебросить в любую часть империи, куда они приносили и свой культ. Один из немногих митреумов, воздвигнутых в греческой части империи, был построен на средства четырёх преторианцев на острове Андрос, и посвящён императорам Септимию Северу, Каракалле и Гете. В Далмации, Норике и Мёзии зафиксированы имена митраистов из коренного населения, а в Петовии представлены митраисты-рабы, которые принадлежали выходцам из Италии и занимали высокие должности — вилика и надзирателя на вилле, или таможенного чиновника. В этом митреуме все надписи выполнены по единому шаблону.
Центрами распространения культа были митреумы. После основания митреума культ развивался через семьи посвящённых: во многих вотивных надписях упоминаются братья, деды и внуки, но чаще всего отцы и дети; культ передавался из поколения в поколение. Распространению культа способствовали профессиональные связи: например, судя по использованному шрифту и редкому формуляру надписи, итальянский митраист привнёс свою версию учения в Далмацию, а вотивная табличка с изображением тавроктонии из Ниды (Хеддернхайм) демонстрирует единственный случай, когда митраист из дунайской провинции был переведён на Рейн. Посвятительные надписи касаются в основном личного благополучия и блага перечисляемых членов семьи, примерно одна треть надписей содержит благопожелание императору. Рабы и вольноотпущенники включали в вотивные надписи имена своих хозяев и патронов. Судя по находкам на таможенном посту в Норике (Атранс, ныне Храстиник в Словении), главой общины был римский гражданин из Италии, а членами его общины — рабы. Социальные различия не стирались после посвящения, но для даров имела значение только материальная обеспеченность. Судя по размерам митреумов, культовая группа не превышала по численности двадцати или тридцати человек.

### Социальные связи сообщества митраистов на примере Римской Дакии II века
Одной из наиболее сложных проблем митрологии является объяснение стабильности учения и стандартизации иконографии в условиях, когда всё митраистское сообщество делилось на разрозненные локальные ячейки, связанные друг с другом только актом создания нового митреума посвящённым-основателем. Богатые митраисты на государственной или военной службе, основывавшие митреумы в местах очередного назначения, являются, скорее, исключением. По словам М. Маккарти, «социальная топография общин, поклоняющихся Митре, дискретна». В 2013—2016 году данной проблеме был посвящён совместный европейский проект «Митреум III», проводимый в Апулуме под руководством М. Маккарти, М. Эгри и А. Рустою. Проект реализовывался на стыке археологии и социологии в контексте наиболее представленных в эпиграфических памятниках слоев митраистского сообщества. В Апулуме откопаны три вотивных алтаря, посвящённых неким Виталисом в честь Публия Элия Мария. Имя Мария встречается на четырёх недатированных памятниках по всей территории Дакии, он являлся фламином в Апулуме или Сармизегетузе в правление Марка Аврелия и, вероятно, был инспектором по сбору доходов с императорской собственности или имел отношение к обложению торговцев солью. Все надписи, где он упоминается, являются посвящениями тем или иным богам от лиц более низкого социального статуса. Виталис, по-видимому, был рабом, составившим немалое состояние, чтобы оплатить капитальный ремонт или перестройку митреума; у Мария он мог отвечать за финансы или сбор арендной платы. Не исключено, что и Марий, и Виталис служили в ампортории Иллирика — сети приграничных таможен, контролирующих откупщиков налогов под присмотром назначаемых из столицы чиновников.
Аналогичный социальный круг был у митреума в Петовии: оплативший статую тавроктонии К. Цецина Кальпурний был таможенным чиновником, а святилище полно посвящений от рабов, служивших на таможне. Один из донаторов алтаря служил на таможне контролёром. Для митреумов, построенных в таможенных центрах, таких как Саварий, Бригетий, Мальвезия, Горсий и Карнунт, характерны изображения Митры, несущего убитого быка на плечах; здесь же максимальное число благопожелательных надписей для купцов и проезжающих. Круглые скульптуры Митры с быком также были воздвигнуты в Петовии и Аквилее, то есть в портовых центрах. Отсюда можно сделать вывод, что сообщество рабов-администраторов, служивших в крупном торгово-пропускном пункте, разработало локальную традицию почитания Митры, распространявшуюся по торговым путям. Главным центром посвящения, несомненно, был митреум Петовия, ибо именно оттуда администраторы разъезжались по прочим административным центрам. Это подтверждается открытым в 2015 году митреумом в Норике на посту переправы между Мёзией и Далмацией, где, по-видимому, должна быть и таможня.
Согласно М. Маккарти, М. Эгри и А. Рустою, передача митраистского учения в дунайских провинциях осуществлялась по одному из четырёх основных направлений, основанных на личных взаимоотношениях. Во-первых, общая патронатно-клиентельная связь между нижестоящим просителем, ищущим благосклонности влиятельного лица. Во-вторых, семейные связи (в римском смысле этого слова) и связанные с ними профессиональные сети. В-третьих, участие в тех или иных гражданских коллегиях, представленных в данном городе или поселении. В-четвёртых, специфические связи между верующими. Патронатно-клиентельные отношения, цементирующие римское общество, выражались в вотивных надписях и памятниках, но существовали вне религиозного контекста, выражаясь в бинарных оппозициях: «раб — хозяин», «патрон — вольноотпущенник», «командир — рядовой», «император — подданный». В случае с Виталисом и Марием не исключён вариант, что богатый провинциал или выходец из столицы Марий приобрёл право на откуп налогов (провинциальный фламинат должен был удостоверять его общественный статус), а служащий таможни искал его покровительства. Виталис в надписях не аттестует себя как раба Мария, хотя это не исключает наличия у него рабской зависимости от другого чиновника или частного лица. Надпись из Поролиссума могла быть воздвигнута вольноотпущенником Мария, неким Сильваном Доместикусом. То есть фигура Мария, хотя он нигде не связывается с митраистской иерархией, была авторитетной для нескольких митраистских общин, раскиданных на относительно большой территории от Тибискума до Апулума и Поролиссума. В других дунайских митреумах (не в Дакии) фиксируются связи «отцов» митреума с влиятельным патроном. Для римских религий обычной практикой было возведение в жреческое достоинство за крупное пожертвование или постройку храма, но для культа Митры это как раз не характерно. Непосредственный вклад в строительство митреума его оборудование осуществлял Виталис от имени Мария.
Митраистская иконография Дакии имеет ярко выраженную региональную специфику, не встречающуюся в других провинциях. Для всего дунайского региона характерны огромные композиции митраистского мифа, разбитые на панели-клейма с отдельными эпизодами, расположенными вокруг сцены петрогенеза или тавроктонии. В этом отношении дакийские памятники совершенно стандартны, однако только в Дакии Кавт и Кавтопат несут по два факела, в тавроктонии у быка согнуты обе передние ноги, а не одна, а кинжал Митры ещё не вонзился в тело. Анализ показывает, что все эти изображения были вырезаны из местного камня и не являлись предметом импорта, что характерно для всех дунайских и германских митреумов. Иными словами, функционирование митреумов являлось частью сложнейшей системы повседневных социальных сетей Римской империи, которые были одновременно локальными и глобальными.

### Степени посвящения

#### Общие положения
Блаженный Иероним привёл перечень семи ступеней (градусов) посвящения в митраистские мистерии от низшего к высшему: «ворон», «жених», «воин», «лев», «перс», «гелиодром» («солнечный бегун») и «отец». Ф. Кюмон имплицитно предполагал, что это общая для всех общин иерархия, из-за чего ряд исследователей пытались раскрыть символы градусов посвящения на фресках, мозаиках и вотивных предметах, или определить степени донаторов в митреумах. Всего в корпусе митраистских надписей упоминаются имена 1050 верующих, из которых не более 1 % повторяются более одного раза. Лишь 14 % надписей сопровождаются определением статуса. Из этого Манфред Клаусс делал вывод, что в подавляющем большинстве случаев митраисты единожды проходили инициацию, а ничтожное меньшинство, которое следует считать жречеством, проходило последующие степени посвящения. Одним из «отцов», неоднократно упоминаемых в эпиграфике, являлся Цецидий Присциан, служивший между 180 и 184 годами в Перегринских казармах на Целии в Риме (они предназначались для легионеров-провинциалов, отсылаемых служить в столицу), который принадлежал к всадническому сословию и был из жреческого рода. В митреуме на Целии окормлялся Аврелий Сабин, который был жрецом официального воинского храма Перегринских казарм, и посвятил в митреум изображение петрогенеза. Его сын стал в этом же митреуме «отцом», а за свои заслуги был принят во всадническое сословие. Высокопоставленные офицеры-митраисты, имевшие градус посвящения, известны из надписей в Британии, Нумидии и Паннонии. Анализ эпиграфических данных свидетельствует, что если на Рим и Остию приходится не более 17 % всего корпуса надписей, то половина всех митраистов высоких степеней посвящения происходили из этих двух городов. Две трети митраистских «священников» были уроженцами Италии (эта провинция даёт 25 % всего эпиграфического корпуса). М. Клаусс резюмировал это так: именно в Риме и его окрестностях культ пустил самые прочные корни, и большинство столичных митраистов были заинтересованы получать всё более высокие степени посвящения. В провинциях обратная картина — чем дальше от Рима, тем меньше носителей высших градусов. Например, в Дакии найдено более ста митраистских надписей и лишь в одной упоминается священнослужитель. Согласно Манфреду Клауссу, если посвящение для мирян было относительно простым, то священство требовало богословских, ритуальных и астрологических познаний. Сохранилось надгробие жреца «Бога Митры Непобедимого Солнца» (общее для него и жены), называющего себя studiosus astrologiae (ученик астролога). По-видимому, получение очередного градуса предполагало наличие интереса, интеллектуальных возможностей, свободного времени и финансов.
Реконструкция смысла степеней посвящения крайне затруднена. По-видимому, число семь привязано к числу планет в античной астрологии (считая Солнце и Луну). В римском митреуме Санта-Приска фрески демонстрируют фигуры носителей градусов посвящения, рядом с которыми дипинто поясняет покровительство со стороны планетарных богов. Семичастная мозаика с пола «Митреума Фелициссимуса» из Остии демонстрирует некие эмблемы, возможно, тоже связанные с культом планет. В действительности граффити и эпиграфические памятники демонстрируют бо́льшее число терминов для посвящённых митраистов.
- Символы посвящения и богов-покровителей из «Митреума Фелициссимуса» в Остии
- Систр, символ молнии, сапёрная лопатка
- Акинак, полумесяц, символ Венеры (Фосфор или Веспер), нож
- Факел, венец и плётка
- Нож, фригийский колпак, патера и посох

#### «Ворон»
В митреуме Санта-Приска от двух дипинто, поясняющих градус «Ворона», остались лишь следы. В остийском митреуме начальной степени соответствует Меркурий; в Санта-Приска сохранился живописный кадуцей. Амброзиастер упоминал, что посвящённые в степень «Ворона» «хлопали крыльями, как птицы», «подражали карканью», что может трактоваться как пережитки первобытных тотемических ритуалов. На рельефе из Коница на ритуальной трапезе посвящённый носит маску ворона. Наличие изображений кубка или чаши, связанных с этим градусом, возможно, указывает на статус прислужника во время священнодействий. Надпись гласит, что один из трёх «воронов» «Митреума Фелициссимуса» с разрешения «отца» оплатил обустройства митреума с мебелью и всеми принадлежностями в Гиммельдингене на германской границе. Близ Гейдельберга в митреуме найдено явно ритуальное захоронение костей ворона, прикрытых черепком амфоры, позади которых покоится лошадиный череп. Кости из крыла ворона найдены в митреуме в Лондоне.

#### «Жених»
В разных рукописях 107-го послания Блаженного Иеронима используются термины nymphus (буквально «пчелиная куколка» — в мужском роде) и gryphus. Последний, вероятно, означает то же, что и два митраистских граффито IV века, содержащих форму cryfius («окутанный», «под покрывалом»). В надписях III века используется nymphus. Дискуссионным является вопрос о смене терминологии или тому, что имеются в виду разные сущности. В остийском митреуме Фелициссимуса мозаика этого градуса повреждена, демонстрируя масляный светильник, диадему (символ Венеры) и некий неопознаваемый объект.

#### «Воин»
В «Митреуме Фелициссимуса» этот градус символизируют праща, копьё и шлем, которые могут означать как жреческий сан, так и бога Марса. Тертуллиан в одной из инвектив («De corona militis») мельком упоминает, что посвящение митраистов предполагало поднесение венца на острие меча («как бы в подражание мученичеству»).

#### «Лев»
На фреске митреума Санта-Приска обладатель градуса «Льва» носит алый плащ. Тертуллиан в трактате «Против Маркиона» ассоциирует степень «Льва» со стихией сухости и огня. Соответствующая секция пола «Митреума Фелициссимуса» демонстрирует пожарную лопатку. Систр и молния, показанные там же, — это атрибуты Юпитера. Порфирий по этому предмету писал следующее:

Когда посвящаемым в леонтийские таинства вместо воды для омовения на руки льют мёд, то этим предписывается им иметь руки чистыми от всего неприятного, вредоносного и нечистого, этим знаменуется также, что, подавая мисту такое омовение при употреблении очистительного огня, отказываются от воды, как от того, что противно огню. Мёдом очищают также язык от всего греховного.
На некоторых митрийских изображениях жрецы этой степени появляются в львиных масках, и, по аналогии с «воронами», должны были подражать львиным повадкам. В митреуме Санта-Приска сцена шествия «львов», несущих дары «отцу», повторена дважды, и та, что на левой стене над образом Торжествующего Солнца нанесены две поэтические строки, в которых «отец» призывается для приношения «львов» («мы приносим благовония, через которые сами сгораем»). Во всём митраистском эпиграфическом корпусе именно степень «Льва» упоминается чаще всех остальных (кроме «отца») — около сорока раз. Возможно, это была своего рода «граничная» степень, доступная большинству заинтересованных адептов учения, а получение более высоких градусов было намного сложнее. В митреуме Санта-Джемини (Умбрия) имелось отдельное помещение — «леонтеум» — специально для обладателей данного градуса. Вероятно, многочисленность «львов» обозначается и сценами процессии. В умбрийском митреуме Сентинума упоминается титул «отец львов», также предполагающий относительную многочисленность носителей этой степени.

#### «Перс»
Порфирий упоминал, что при посвящении в градус «Перса» руки неофита также поливались мёдом: «Когда Персу [богу Митре], хранителю плодов, подают мёд, в этот символ вкладывают указание на охранительную силу мёда». На соответствующей панели напольной мозаики «Митреума Фелициссимуса» представлен серп (символ плодородия), а также акинак — кинжал характерно персидской формы. Полумесяц указывает на Луну.

#### «Гелиодром»
Само название этого градуса («Солнечный бегун») отсылает к особому покровительству высшего божества. Его символы — факел, семилучевой венец и плётка, ассоциируемые с Гелиосом — Солом.

#### «Отец»
Символом высшего градуса посвящения в «Митреуме Фелициссимуса» выступает фригийский колпак, вероятно, намекающий, что его носитель выступает земным представителем Митры. Чаша для возлияний обозначает ритуальную функцию. Стек или посох, а также серповидный нож — атрибуты Сатурна. В эпиграфических памятниках высшая степень упоминается чаще, чем «Львы», им посвящено около половины всего корпуса надписей, где упоминаются священные градусы. Судя по надписям, в одном и том же митреуме могло быть два или даже три «отца», что, по-видимому, связано не столько с культовой деятельностью, сколько с установкой вотивных приношений. Ктиторы часто упоминали «отца» в посвятительных надписях. В надписях на четырёх приношениях в лузитанской Эмерите упоминается Аций Гедихрус: два предмета он преподнёс лично и одобрил дарение ещё двух уже в статусе «отца». В одной из надписей он титулуется «отец отцов» (pater patrum), что, по-видимому, указывает, что в митреуме «отцов» было несколько.
Наиболее стройная терминология, предполагающая прохождение всех степеней посвящения встречается в эпиграфике Италии. В регионах постоянно встречается местная специфика. Так, дважды используется исконная древнеримская степень pater patratus («отец отцов»), единожды появляется титул pater sacrorum («отец таинств»). При этом самая распространённая должность в митреумах чаще именуется sacerdos — общий термин для жречества любой религии. Иногда встречается сочетание pater et sacerdos («отец и жрец»), что, согласно М. Клауссу, служит ассоциации специфически митраистского термина с общекультурным обозначением. В сорока случаях использования термина «жрец» он обозначает только степень «отца», и они были взаимозаменяемыми. Судя по всему, митреумы или общины, существующие под их крышей, именовались по именам «отцов». Так, в Кампоне в Паннонии один из предметов посвящался в «Храм Мукапора-жреца» (templo Mucaporis sacerdotis).

### Юридический статус митреумов
Как и любая община в Римской империи, митреумы имели статус юридического лица с правом распоряжения и владения имуществом в соответствии с действующим законодательством. По-видимому, выборные представители общины были мирянами, ответственными за связи с внешним миром, и не всегда являвшихся посвящёнными и тем более жрецами. Информация о внутренней организации конгрегаций скудна, основываясь на надписях и граффити из Рима и некоторых других городов. Юридически митреум был коллегией, руководимой несколькими декурионами, официальный список которых заверялся муниципальными властями (один сохранился в Сентинуме в Умбрии). Председатель коллегии именовался магистром, возможно, переизбираемым раз в год. Имелись покровители-патроны, от которых ожидалось прежде всего материальное обеспечение общины. Одной из важнейших функций римских коллегий было достойное погребение их усопших участников, что справедливо и для последователей Митры. Находка списка членов коллегии в Вирунуме (Клагенфурт) свидетельствует, что в митреумах велись реестры усопших синдиков (как называли членов коллегии). Данные раскопок свидетельствуют о наличии захоронений близ митреумов.
Манфред Клаусс уточнял, что описанная картина относится лишь к относительно крупным митреумам больших городов, и все указанные посты и связанные с ними функции были представлены далеко не везде. В большинстве случаев «отец»-жрец-настоятель действовал и как гражданский глава коллегии. При раскопках иногда обнаруживаются деньги: так, в митреуме Коница найдена девяносто одна монета, причём в очень хорошем состоянии, даже для посеребрённых антонинианов кризиса третьего века. Иными словами, монеты почти не находились в обращении, поступив в митреум вскоре после выхода из монетного двора. В коницком митреуме представлены монеты всех императоров от Галлиена до конца IV века, что, вероятно, подтверждает, что храм содержался на регулярные взносы членов коллегии, вносимые монетами мелкого достоинства.

## Реконструкция истории происхождения и развития учения
Эстонский теолог и религиовед Яан Лаэ (Тартуский университет) в своём исследовании представления образа бога Митры в религиях Ирана, греческого и римского мира, категорически утверждал, что римский культ Митры не являлся заимствованной системой. Это вероучение возникло и распространилось в пределах Римской империи не ранее I века нашей эры. При этом римский культ Митры не имеет отношения к культу эллинистического Востока или иранской религии, его следует исследовать отдельно в контексте специфически римских религиозных представлений. Для римского культа характерно представление о тавроктонии, совершенно отсутствовавшее в Иране и на эллинском Востоке. Тем не менее, без иранского прототипа римский культ не мог бы возникнуть и сами носители этой религии признавали её прародиной именно Персию.

### Зарождение и распространение культа (I—II века)
Исходя из презумпции, что культ Митры зародился незадолго до появления типично митраистских культовых памятников, его формирование относится примерно к 80-м годам I века. Самые ранние достоверно датируемые памятники находятся за пределами Рима и Италии, но в каждом случае связаны с выходцами из Италии. В форте Нида на рейнской границе (Хеддернхайм) сохранился вотивный алтарь центуриона XXXII когорты римских добровольцев, комплектовавшейся из римских граждан — итальянцев, и дислоцированной в этих местах лишь до конца I века. Согласно М. Клауссу, это даёт датировку примерно около 90 года. В том же митреуме находится надпись некоего всадника Тацита, датируемая периодом до 110 года. Алтарь этого митреума двусторонний, посвящённый Фортуне и Митре. Второй (из четырёх) митреумов в Ниде был освящён около 100 года, что удостоверяется грубой солдатской керамикой. Надпись из Карнунта фиксирует приношение центуриона-итальянца, служившего в XV Аполлоновом легионе; данный легион стоял в этом городе до конца правления Траяна (117 год). В Мёзии появление митреумов также фиксируется около 100 года, самая ранняя надпись оставлена от имени раба, служившего на таможне в Нове (ныне Стеклен). В самом Риме самая ранняя надпись помещена на круглой скульптуре Митры, побеждающего быка, и принадлежит богатому рабу Алкиму, служившему виликом у некоего Тиберия Клавдия Ливиана. Такое имя носил префект претория при Траяне, то есть и эта статуя относится к первой четверти II века. Из надписи следует, что уже тогда Митра отождествлялся с Непобедимым Солнцем. Археологические находки свидетельствуют, что именно в Риме особое внимание верующих было обращено на сцену тавроктонии: только 10 % найденных культовых изображений фиксируют другие митраистские мифологические сюжеты, тогда как в провинциях этот показатель равен 25 %.
К середине II века митраистский культ распространился на все территории, где он фиксировался в последующие двести лет. В связи с ростом числа митреумов увеличивается и число эпиграфических свидетельств. По мере повышения социального статуса верующих (богатые рабы становились вольноотпущенниками, младшие офицеры — командирами или ветеранами — римскими колонистами, игравшими большую роль в политической жизни провинций) учение приобретало социальную респектабельность. Начиная от правления Марка Аврелия в митреумах и вотивных надписях появляются благопожелания и славословия правящим императорам. Такие пожелания не могли появляться без официального разрешения, что свидетельствует, что митраизм вошёл в число «разрешённых культов» (religio licita). При Коммоде в императорскую титулатуру вошёл эпитет «Непобедимый» (invictus), связанный с культом Митры — Сола. В Волюбилисе центурион вспомогательной британской когорты посвятил Коммоду алтарь Митры, в надписи на котором именовал императора «римским Гераклом», «жрецом Непобедимого Солнца». На Рейне (в Дормагене) найден как минимум один алтарь, посвящённый «богу императору Непобедимому Солнцу» (D[eo] S[oli] I[nvicto] Imp[eratori]). Воздвигнут он был неким Амандинием Виктором, служившим букцинатором. С тех пор посвящения императору стали в митреумах обычными и частотность их росла с течением времени. В 202 году два императорских вольноотпущенника посвятили надписи в Риме благополучному возвращению Септимия Севера из парфянского похода. При этом культ никогда не получал официального статуса и его праздники не включались в число отмечаемых на государственном уровне.

### Третий и четвёртый века

#### Начало упадка
Основная масса эпиграфических памятников митраизма создана в столетие 150—250 годов; со второй половины III века число надписей, как и других памятников, резко сокращается. Для британских, галльских и германских провинций корреляция несколько иная: основная масса точно датированных митраистских надписей приходится на династию Северов, а с середины III века надписи, как правило, приурочены к восхождению на престол нового императора. Эта же корреляция применима ко всем остальным языческим культам западных провинций Римской империи, что было связано с необходимостью демонстрации лояльности в эпоху политической нестабильности. Хотя считается, что Британия III века меньше страдала от последствий гражданских распрей и варварских вторжений, но и здесь неуклонно сокращается число личных посвящений и вообще свидетельств религиозной активности. Последний датированный митреум на Британских островах был воздвигнут в 252 году. 83 % всех посвящений Митре в Британии были оставлены военнослужащими, тогда как для всей империи этот показатель равен 10,6 %. На территории Галлии после 236 года также нет точно датированных митраистских надписей. Лондонский митреум прекратил своё существование в период 255—270 годов, когда вокруг города строилась городская стена. Дэвид Уолш (Кентский университет) категорично утверждал, что к началу IV века митраистские общины переживали упадок на всех территориях Римской империи. В Британии культ исчез, по-видимому, к первым десятилетиям IV столетия, в Далмации резко сократилось число митреумов, то же наблюдается на территории Галлии, Римской Германии и Италии за пределами самого Рима. Во всех случаях причины упадка носили социально-экономический характер, включая разрушение городских общин и свёртывание денежного обращения, а также изменение социальных связей в армии и приграничных регионах. Раскопки XXI века показали уникальность ситуации в Испании, где эпиграфические данные демонстрируют появление митраизма не ранее II века; раскопаны всего четыре митреума. В середине III века митраистские святилища в Испании подверглись погрому, о причинах которого ничего не известно, но он по определению не имел отношения к христианству.
В IV веке число свидетельств вновь увеличивается, демонстрируя временный интерес власти. В 308 году в честь встречи тетрархов в Карнунте был освящён алтарь Митры как «защитника всей империи» и одновременно от имени соправителей был отреставрирован городской митреум. В 311 году губернатор Норика восстановил митреум в Вирунуме, заброшенный в предыдущем столетии; а дукс пограничных войск провинции Скифия освятил алтарь в Аксиополе. Самым поздним из вновь основанных точно датируемых митреумов является воздвигнутый в Гиммельдингене неким Матернинием Фаустином, уроженцем этой же колонии, имевшим начальную степень посвящения «Ворон». Он оплатил строительство храма от фундамента до крыши, заказал мебель, утварь и священные изображения, освящённые «отцом» в 325 году. Надпись грамматически неправильная, митраистские термины даны с орфографическими ошибками, скульптор также имел лишь приблизительное представление о каноне митрийской иконографии. Робер Тюркан, основываясь только на римских памятниках, указывал, что столичный митраизм явно переживал серьёзный упадок между 314—357 годами (от Медиоланского эдикта до воцарения Констанция II). Когда епископ Георгий Александрийский пожелал в 361 году воздвигнуть церковь на месте митреума, оказалось, что храм давно заброшен и развалился. Профессор римской археологии Эдинбургского университета Эберхард Зауэр описывал практику использования храмовых построек как источника строительных материалов для укреплений в городах IV века (например, изображение Кавтопата оказалось вмонтировано в городскую стену Висбадена). По-видимому, это как-то свидетельствует о массовом изменении форм религиозности. Данное явление впервые проявилось, по-видимому, около 270 года. В нескольких случаях митраистские храмы стали основой христианских построек. Так, в часовне Святой Анны в Обембурге-на-Майне в алтаре было замуровано посвящение Митре. В Кирхгейме церковный алтарь также был воздвигнут на фундаменте — плите с изображением Непобедимого Солнца.

#### Вторая половина IV века
Согласно распространённой точке зрения, которой придерживается М. Клаусс, митраизм сохранился до IV века благодаря оппозиционно настроенным сенаторам, не согласных с распространением христианства. Во время так называемого «языческого возрождения» в Риме второй половины IV века происходит оживление митраистских практик. В это время в культе участвовали и сенаторы. В 377 году сенатор Руфий Цейоний Сабин освятил алтарь, в надписи на котором назван «Великим понтификом», «иерофантом» и авгуром. В период 357—362 годов несколько надписей оставил Тамесий Олимпий Авгенций, внук Нония Виктора Олимпия, который являлся «Отцом отцов» митраистской конгрегации. После того, как в 379 году император Грациан отказался от титула понтифика и вынес из здания Сената статую Виктории, Тамесий Олимпий воздвиг новый митреум, отмеченный посвятительным стихотворением, в котором явно прослеживается оппозиция христианской власти. Ещё одним известным «Отцом отцов» римских митреумов был Веттий Агорий Претекстат (городской префект 367 года и префект претория 384 года). Входящие в его круг сенаторы практиковали тавроболии, трактуемые самым буквальным образом: принося в жертву быка, омывали его кровью инициируемого, полагая, что таким образом возрождаются к вечности. Несомненно, что подобные ритуалы имели мало общего с собственно митраистскими мистериями. Последовательная антиязыческая политика стала проявляться в царствование Феодосия. 391 годом датирован последний известный митраистский предмет (гравировка на стеклянном сосуде). В том же году был издан указ о запрете языческих жертвоприношений и посещений храмов, а также о запрете астрологии. Вторым указом от 8 ноября 392 года отправление языческих культов окончательно воспрещалось. В Италии последние следы митраизма исчезают к 394 году. В этот период высокопоставленные митраисты ещё демонстрировали активность в провинции: сенатор-губернатор Нумидии воздвиг митреум (названный «пещерой») в Цирте, а некто Флавий Геронтий в 388 или 389 году заказал скульптуру тавроктонии для митреума в Сидоне. По подсчётам Йонаса Бьорнебё, именно в корпусе литературы IV века встречается бо́льшее число упоминаний Митры, чем за предшествующие три века (17 против семи).
В современной историографии существует тенденция к отрицанию наличия в IV веке двух противоположных в религиозном отношении сенаторских партий, «языческой» и «христианской». В такой парадигме митраизм IV века представляет совершенно иное явление, нежели «настоящий» ранний митраизм. По мнению немецкого историка Рейнгольда Меркельбаха, не существует свидетельств наличия «языческой реакции», равно как и возрождённого ею «истинного» митраизма после 325 года. Вместо этого появился некий синкретический языческий культ, включавший в том числе элементы митраизма. Робер Тюркан также обращал внимание на то, что языческие писатели IV—V веков умалчивают о митраизме. Например, ни слова об этом учении нет в «Сатурналиях» Макробия, тех его главах, что повествуют о солнечном синкретизме. Йонас Бьорнебё в своей диссертации также отмечал, что римский митраизм IV века, по меньшей мере, не испытывал никаких доктринальных модификаций, формы культового искусства оставались неизменными. В XXI веке канадский археолог Мэтью Маккарти выдвинул в отношении падения митраистского культа гипотезу «упадка интереса». Митраизм существовал в рамках автономных общин, возглавляемых харизматическими лидерами, которые привлекали верующих, располагающих средствами. Сообщество может просуществовать не более двух или трёх поколений после смерти харизмата. М. Маккарти утверждал, что раскопки большинства митреумов свидетельствуют как раз о такой продолжительности существования митраистских общин. В условиях социально-экономических перемен III—IV веков для харизматических лидеров и пророков раннее христианство и другие конкурирующие учения становились более притягательными, чем поклонение Митре.

### Конец митраизма
Проследить окончательное угасание культа Митры затруднительно, однако археологические находки свидетельствуют, что уже в начале V века митреумы прекратили существование. Ещё в предшествующее столетие число капищ и надписей в провинциях неуклонно сокращалось. Согласно мнению норвежского исследователя Йонаса Бьорнебё, окончательную точку поставило взятие Рима готами в 410 году, «знаменующее естественный конец многих социальных и религиозных институтов»: восстанавливаемый после нашествия город стал христианской столицей империи. В Галлии Бельгийской в митреуме найдено 274 монеты из ритуальных приношений, охватывающих примерно 140 лет от времени Галлиена до Феодосия I. Капище явно носило следы погрома, причём христиане не присвоили жертвенных денег, разбросав их по полу вперемежку с обломками статуй и алтарей. Из 107-го послания Иеронима известно, что префект Рима Фурий Меций Гракх сжёг и засыпал землёй городской митреум в 376 или 377 году, но других письменных свидетельств подобного рода не сохранилось. Устраиваемые при митреумах и других святилищах кладбища иногда использовались как свидетельства человеческих жертвоприношений, дискредитирующих языческие культы. Описанные Блаженным Иеронимом погромы митраистских капищ были подтверждены раскопками 1911—1912 годов в митреуме Кёнигсхоффена. Рельеф тавроктонии размером 2,30 × 1,80 м был разбит в общей сложности на 360 фрагментов, а исследование показало, что разрушение было тщательно подготовлено и проводилось целенаправленно. Вместе с тем, применительно именно к городской среде Рима IV века, прослеживается не конфронтация, а глубокая взаимная индифферентность языческих и христианских общин.
Незначительная численность митраистов (исходя из количества действующих митреумов IV века и их вместимости, в Риме пребывало, как минимум, 500 членов общины) и отсутствие иерархии и регулярной связи между коллегиями верующих привели к чрезвычайно быстрому забвению их культа: если Исиду ещё помнили как языческое божество в эпоху раннего средневековья, то митраизм исчез практически бесследно. Более того, согласно М. Клауссу, в среде митраистов было сильно «скрытое» тяготение к христианству и многие церкви построены на месте тщательно замурованных и скрытых митреумов. Поскольку митраизм был тесно связан с государственной властью и армией, было достаточно сравнительно небольших усилий для обращения и демонстрации лояльности новой христианской империи. Для рядовых митраистов, придерживающихся внешней стороны ритуала, раннехристианская литургия с её трапезами, каждением ладана и возжиганием свечей, циклом годичных праздников, почти не отличалась от привычных обрядов. В Риме на руинах ритуальных центров Митры были возведены церкви Санта-Приска, Санто-Стефано-Ротондо, Сан-Клементе. Й. Бьорнебё полагал, что изначальный конформизм митраистского учения, его встроенность в базовые социальные институты Римской империи, привели к относительно безболезненной адаптации митраистов к новой религиозной ситуации.

### Издания первоисточников
- Betz H. D. The «Mithras Liturgy». Text, Translation, and Commentary :  [англ.]. — Tübingen : Mohr Siebeck, 2003. — xviii, 274 p. — (Studien und Texte zu Antike und Christentum). — ISBN 3-16-148128-3.
- Corpus Inscriptionum et Monumentorum Religionis Mithriacae[англ.] :  [англ.] / by Maarten J. Vermaseren. — Hagae : Martinus Nijhoff, 1956. — xii, 366 p. — Was awarded the prize of the Koninklijke Vlaamse Academie van Wetenschappen, Kunsten en Schone Letteren (Royal Flemish Academy of Arts and Sciences) at Brussels in 1948.
- Corpus Inscriptionum et Monumentorum Religionis Mithriacae : Supplement to Volume I :  [англ.] / by Maarten J. Vermaseren. — Hagae : Martinus Nijhoff, 1960. — vii, 448 p. — Was awarded the prize of the Koninklijke Vlaamse Academie van Wetenschappen, Kunsten en Schone Letteren (Royal Flemish Academy of Arts and Sciences) at Brussels in 1948.
- Cumont F. Textes et monuments figurés relatifs aux Mystères de Mithra, publiés, avec une introduction critique :  [фр.]. — Bruxelles : H. Lamertin, 1899. — Т. 1: Introduction. — XXVIII, 377 p.
- Cumont F. Textes et monuments figurés relatifs aux Mystères de Mithra, publiés, avec une introduction critique :  [фр.]. — Bruxelles : H. Lamertin, 1896. — Т. 2: Textes et monuments. — VIII, 554 p.
- Порфирий. О пещере нимф // Греческая культура в мифах, символах и терминах : А. А. Тахо-Годи, А. Ф. Лосев; Сост. и общ. ред. А. А. Тахо-Годи / Пер. А. А. Тахо-Годи. — СПб. : Алетейя, 1999. — С. 577—599. — 716 с. — (Античная библиотека). — ISBN 5-89329-089-9.

### Диссертации
- Bjørnebye J. «Hic locus est felix, sanctus, piusque benignus». The cult of Mithras in fourth century Rome : Dissertation for the degree of philosophiae doctor (PhD). — Bergen : University of Bergen, 2007. — viii, 239 p.
- Hill Ch. R. The Origins and Identity of Roman Mithraism : A Thesis… for the Degree Master of Arts :  [англ.]. — Lincoln : University of Nebraska, 2017. — v, 102 p.
- Provanzano C. The Mysteries of Mithra: Tracing Syncretistic Connections to the Ancient Near East : A Thesis Presented …for the Degree Master of Arts in Humanities :  [англ.]. — Dominguez Hills : California State University, 2009. — xiv, 133 p.
- Бурлинова А. Ю. Распространение культа Митры в европейских провинциях Римской империи: диссертация … кандидата исторических наук: 07.00.03. — Москва, 1999. — 247 с.
- Шенцов М. Е. Культ Митры в Риме III в. и религиозная политика императора Аврелиана: диссертация … кандидата исторических наук: 07.00.03 : Место защиты: Белгород. гос. нац. исслед. ун-т. — Белгород, 2013. — 193 с.

### Монографии и статьи
- Alvar J. Romanising oriental Gods: myth, salvation, and ethics in the cults of Cybele, Isis, and Mithras :  [англ.] / translator and editor Richard Gordon. — Leiden, Boston : Koninklijke Brill, 2008. — xx, 486 p. — (Religions in the Graeco-Roman world; Vol. 165). — ISBN 978-90-04-13293-1.
- Archella S. I Misteri del Sole. Il culto di Mithra nell'Italia Antica :  [итал.]. — Napoli : Controcorrente, 2002. — 240 p. — ISBN 8889015314.
- Archella S. Il Dio Splendente. I Misteri romani di Mithra fra Oriente e Occidente :  [итал.]. — Roma : Arkeios Edizioni, 2019. — 258 p. — ISBN 978-88-6483-045-2.
- The Archaeology of Mithraism. New Finds and Approaches to Mithras-Worship :  [англ.] / Edited by Matthew M. McCarty & Mariana Egri. — Leuven, Paris, Bristol, CT : Peeters, 2020. — viii, 218 p. — (Babesch Supplements, 39). — ISBN 978-90-429-4352-0.
- Beck R. The Religion of the Mithras Cult in the Roman Empire: Mysteries of the Unconquered Sun. — Oxford University Press, 2006. — xvi, 285 p. — ISBN 0-19-814089-4.
- Beck R. Beck on Mithraism: collected works with new essays. — London and New York : Routledge, 2017. — xxviii, 369 p. — (Contemporary Thinkers on Religion: Collected Works). — ISBN 978-0-7546-4081-3.
- Bjørnebye J. Reinterpreting the Cult of Mithras // Pagans and Christians in Late Antique Rome. Conflict, Competition, and Coexistence in the Fourth Century :  [англ.]. — Cambridge University Press, 2016. — P. 197—212. — 421 p. — ISBN 978-1-107-11030-4.
- Burkert W. Ancient mystery cults :  [англ.]. — Cambridge, Massachusetts, and London, England : Harvard University Press, 1987. — ix, 181 p. — (Carl Newell Jackson lectures). — ISBN 0-674-03387-6.
- Campbell L. A. Mithraic iconography and ideology. — Leiden : E. J. Brill, 1968. — xxii, 444 p. — (Études préliminaires aux religions orientales dans l'Empire romain, Volume 11).
- Clauss M.[нем.]. Mithras: Kult und Mysterien :  [нем.]. — München : Verlag C. H. Beck, 1990. — 215 S. — ISBN 3-406-34325-2.
  - Clauss M. The Roman Cult of Mithras: The God and his Mysteries :  [англ.] / Translated by Richard Gordon. — Edinburgh University Press, 2000. — xxiv, 198 p. — ISBN 0-7-486-1230-0.
- Cumont F. Les Mystères de Mithra : avec 27 gravures dans le texte :  [фр.]. — 3e édition. — Bruxelles : H. Lamertin, 1913. — xviii, 258 p.
  - Cumont F. The mysteries of Mithra :  [англ.] / Tr. from the Second Revised French Edition by T. J. MacCormack. — Chicago, London : The Open court publishing company; Kegan Paul, Trench, Trübner & Co, 1903. — xiv, 239 p.
  - Кюмон Ф. Мистерии Митры / Пер. с англ. Цветкова О. С.. — СПб. : Евразия, 2000. — 317, [2] с. — (Magicum). — ISBN 5-8071-0047-6.
  - Cumont F. Les mystères de Mithra :  [фр.] / volume édité par Nicole Belayche & Attilio Mastrocinque avec la collaboration de Daniela Bonanno. — Savigliano : Nino Aragno Editore, 2013. — LXVIII, 258 p. — (Bibliotheca Cumontiana. Scripta Maiora, vol. III). — ISBN 978-88-8419-610-1.
  - Cumont F. The Mysteries of Mithra. The Definitive Account of a Crucial Historical Moment when a Colorful Oriental Religion Swept over the Roman Empire. — Oxford, New York : Routledge. Taylor & Francis Group, 2018. — xiv, 239 p. — (Routledge Revivals). — First published in 1956 by Dover Publications, Inc. — ISBN 978-1-138-61414-7.
- Garreau L., Voisin J.-C. Le culte de Mithra du Mont-Dol au Mont-Saint-Michel. Investigation historique et archéologique :  [фр.] / Préface de Delphine Davy. — Paris : L’Harmattan, 2023. — 118 p. — ISBN 978-2-14-032492-5.
- Halsberghe G. H. The Cult of Sol Invictus :  [англ.]. — Leiden : E. J. Brill, 1972. — xi, 175 p.
- Images of Mithra / Ed. by Philippa Adrych, Robert Bracey, Dominic Dalglish, Stefanie Lenk, and Rachel Wood. — Oxford University Press, 2017. — xx, 211 p. — ISBN 978-0-19-879253-6. {Рец. Грега Вулфа}
- Lahe J. Mithras — Miθra — Mitra. Der römische Gott Mithras aus der Perspektive der vergleichenden Religionsgeschichte :  [нем.]. — Münster : Zaphon, 2019. — 271 S. — (Kasion. Publikationen zur ostmediterranen Antike. Band 3). — ISBN 978-3-96327-044-4.
- Lampis G. Una religione dell'atto cruento: i misteri di Mithra :  [итал.]. — Roma : Mythos, 2001. — 95 p. — (Nostoi; 8). — Supplemento al semestrale «Átopon, rivista di psicoantropologia simbolica».
- Laeuchli S. Urban Mithraism // The Biblical Archaeologist. — 1968. — Vol. 31, no. 3. — P. 73—99. — JSTOR 3210985.
- Le mystère Mithra. Plongée au cœur d’un culte romain :  [фр.] / éds. Laurent Bricault, Richard Veymiers, Nicolás Amoroso. — Morlanwelz : Musée royal de Mariemont, 2021. — 576 p. — (Archéologia Hors-série; no 32). — ISBN 9-782930-469850.
- McCarty M., Egri M., Rustoiu A. Connected Communities in Roman Mithraism: Regional Webs from the Apulum Mithraeum III Project (Dacia) // Phoenix. — 2017. — Vol. 71, no. 3/4. — P. 370—392. — JSTOR 10.7834/phoenix.71.3-4.0370.
- Martens M. The Mithraeum in Tienen (Belgium): small finds and what they can tell // Roman Mithraism: the Evidence of the Small Finds / edited by / redactie Marleen Martens & Guy De Boe. — Brussel : Meseum het toreke, 2004. — P. 25—56. — 389 p. — (Archeologie in Vlaanderen; Monografie 4). — ISBN 90-7523044-1.
- Martin L. H. The mind of Mithraists: historical and cognitive studies in the Roman cult of Mithras :  [англ.]. — London, New York, Oxford, New Delhi, Sydney : Bloomsbury Academic, 2015. — ix, 189 p. — (Scientific Studies of Religion: Inquiry and Explanation). — ISBN 978-1-4725-8419-9.
- Mastrocinque A. The Mithraic Prophecy :  [англ.]. — Oxford : BAR Publishing, 2022. — vii, 105 p. — (BAR International Series 3074). — ISBN 978-1-4073-5913-7.
- Mithraic studies : Proceedings of the International Congress of Mithraic Studies / Ed. by John R. Hinnells. — Manchester; Totowa, N.J. : Manchester University Press; Rowman and Littlefield, 1975. — xx, 560 p.
- Patterson L. Mithraism and Christianity; a study in comparative religion. — Cambridge : At the University Press, 1921. — ix, 102 p.
- Ries J. Il culto di Mithra. Dall'India vedica ai confini dell'impero romano // Opera omnia : Religioni dell'antico Oriente :  [итал.] / Traduzione dal francese di Riccardo Nanini. — Prima edizione italiana. — Milano : Editoriale Jaca Book SpA, 2013. — Т. 7/1. — xxii, 336 p. — ISBN 978-88-16-41171-5.
- The Routledge encyclopedia of ancient Mediterranean religions / general editor, Eric Orlin; associate editors, Lisbeth S. Fried, Jennifer Knust, and Michael Satlow; assistant editor, Michael E. Pregil. — New York and London : Routledge; Taylor & Francis Group, 2016. — xxxvi, 1054 p. — ISBN 978-0-415-83197-0.
- Sauer E. The End of Paganism in the North-Western Provinces of the Roman Empire. The example of the Mithras cult. — Oxford : Tempvs Reparatvm, 1996. — 125 p. — (British Archaeological Reports International Series 634). — ISBN 0-86054-816-3.
- Speidel M. Mithras-Orion: Greek hero and Roman army god :  [англ.]. — Leiden : E. J. Brill, 1980. — ix, 56 p. — (Études préliminaires aux religions orientales dans l'Empire romain, Volume 81). — ISBN 90-04-06055-3.
- Panagiotidou O., Beck R. The Roman Mithras cult: a cognitive approach :  [англ.]. — New York : Bloomsbury Academic, 2019. — xii, 226 p. — (Scientifi c studies of religion: inquiry and explanation). — ISBN 978-1-4725-6741-3.
- Turcan R. Mithras Platonicus. Recherches sur l'hellénisation philosophique de Mithra : Avec 5 planches :  [фр.]. — Leiden : E. J. Brill, 1975. — xii, 145 p. — (Études préliminaires aux religions orientales dans l'Empire romain, Volume 47). — ISBN 90-04-0-4353-5.
- Turcan R. Mithra et le mithriacisme :  [фр.]. — 2e tirage revu et corrigé. — Paris : Société d'édition Les Belles Lettres, 2000. — (Histoire; 24). — ISBN 2-251-38023-X.
- Ulansey D. I Misteri di Mithra: Cosmologia e salvazione nel mondo antico / Traduzione dall'inglese di Massimiliano T. Rezza e Livio Tucci. — Roma : Edizioni Mediterranee, 2001. — 171 p. — ISBN 88-272-1389-9.
- Vermaseren M. J. Le monument d'Ottaviano Zeno et le culte de Mithra sur le Célius :  [фр.]. — Leiden : E. J. Brill, 1978. — 64 p. — (Mithriaca IV).
- Walsh D. The cult of Mithras in late antiquity: development, decline, and demise ca. A. D. 270—430 :  [англ.]. — Leiden; Boston : Koninklijke Brill, 2019. — xii, 145 p. — (Late Antique Archaeology (Supplementary Series). Vol. 2). — ISBN 978-90-04-38080-6.
- Wikander S. Etudes sur les mystères de Mithras. I. Introduction // Ârsbok 1950: Yearbook of the New Society of Letters at Lund : Vetenskapssocieteten i Lund :  [фр.]. — Lund : Håkan Ohlssons Boktryckeri, 1951. — P. 3—46. — 206 p.
- Крюкова В. Ю. Митраизм // Православная энциклопедия. — М., 2017. — Т. XLV : Мерри Дель Валь — Михаил Парехели. — С. 425—426. — 39 000 экз. — ISBN 978-5-89572-052-3.
- Мень А. В. Мистерии // История религии: В поисках Пути, Истины и Жизни. — М.: Слово, 1993. — Т. 6. На пороге Нового Завета: От эпохи Александра Македонского до проповеди Иоанна Крестителя. — С. 333—349. — 622 с. — 50 000 экз. — ISBN 5-85050-291-2.
- Элиаде М. Мистерии Митры // История веры и религиозных идей. — М. : Критерион, 2002. — Т. II. От Гаутамы Будды до триумфа христианства. — С. 271—275. — 512 с. — 1000 экз. — ISBN 5-901337-07-7.